# 四国アイランドリーグplus
四国アイランドリーグplus（しこくアイランドリーグプラス）は、四国4県を活動地域とするプロ野球独立リーグ。株式会社IBLJが運営を行っている。
将来のNPB選手を目指そうとする選手たちによる、地域文化に根ざした従前のプロ・アマに属さないリーグ創設を目指す目的で設立された。

## 概要
主流のプロ野球と一線を画す日本の野球プロリーグ戦としては、国内のみのものとしては国民野球連盟以来58年ぶり、海外チームを入れたものを含めてもグローバルリーグ以来36年ぶりである。2007年11月30日までのリーグ名は「四国アイランドリーグ」。四国の愛媛県・香川県・高知県・徳島県の4県にそれぞれ1チームずつ本拠を置いてリーグ戦を行っていた。発足当時、リーグ戦の愛称は四国4県、球団名については各球団の本拠県の、それぞれの在住・在勤・在学者のみを対象として一般公募された。九州の福岡県と長崎県に本拠を置く球団が2008年シーズンから加入するのに伴い、2007年12月1日に「四国・九州アイランドリーグ」に名称が変更された。
2010年のシーズンをもって九州からリーグ戦に参加するチームがなくなる一方、2011年度から初の本州の球団として三重スリーアローズが新たに参加し、四国4チーム本州1チームとなった。そのため、2011年度のリーグ名について検討・審議を経て2011年1月27日、同年2月1日よりリーグ名称を「四国アイランドリーグplus」に改称することが決定、発表された。鍵山誠CEOは新名称について「6年間一緒にやってきた四国4球団と地域に敬意を示した。その上で日本や世界を舞台に進化していきたい、という願いを『plus』という言葉に込めた」と説明した。しかし、2011年の公式戦終了後の9月24日、2012年度は四国4県のチームで公式戦を実施し、三重は不参加・脱退することになったと発表された。2012年以降は、四国4チームで公式戦をおこなう形に戻っている。
四国アイランドリーグ時代は四国旅客鉄道（JR四国）、四国コカ・コーラボトリングなどの地元企業がスポンサーとして支援していた。リーグが拡張した2008年はソフトバンクモバイルがメインのオフィシャルスポンサーとなった。この関係で同社と競合関係にあるNTTドコモ四国が離脱するなど、支援企業の顔ぶれには変化が生じた。2009年以降はソフトバンクモバイルに代わり、従来より支援を行ってきた四国コカ・コーラボトリング（2018年からはコカ・コーラボトラーズジャパン）がメインスポンサーとなった。2019年3月、リーグは新たにトリドールホールディングス・伊藤園・ダスキンとパートナー連携を締結したことを発表し、このうち伊藤園は「リーグ公式飲料」となる。

### リーグ運営事務局
香川県高松市大工町7番地21
2008年のシーズンは九州オフィスが福岡県福岡市中央区天神三丁目4番10号（天神西茂ビル302号）に開設されたが、2009年1月30日で閉鎖された。

## 沿革

### 2000年代
- 2005年まで
  - 2004年9月30日 設立構想が発表される。
  - 2005年1月28日 リーグの愛称が「四国アイランドリーグ」に決定。参加する4球団の名称も公表された（#リーグ構成球団参照）。
  - 2005年2月7日 各球団事務所が開設される。
  - 2005年4月29日 初シーズンのリーグ開幕。
  - 2005年6月1日 IBLJ本社が東京都目黒区から香川県高松市扇町一丁目25番52号へ移転。
  - 2005年10月10日 高知が、四国アイランドリーグの初代優勝球団となる。
  - 2005年10月16日 初シーズンのリーグ閉幕。
  - 2005年10月28日 オリーブスタジアム（香川県）にて、「四国アイランドリーグ・オールスターズ」とアメリカ独立リーグのジャパン・サムライ・ベアーズとの交流戦を開催。翌29日にも徳島鳴門野球場での開催が予定されていたが、雨によるグラウンドコンディション不良で試合中止。
  - 2005年12月1日 NPBドラフト会議の育成ドラフトにて西山道隆と中谷翼がリーグ所属選手として初めてNPBからの指名を受ける[6]。

- 2006年
  - 2006年3月6日 各球団の分社化を発表（IBLJの100%出資）。
  - 2006年4月1日 2006年シーズン開幕。
  - 2006年6月3日 高知の高梨篤が香川戦でリーグ初となるノーヒットノーランを達成。
  - 2006年6月29日 高知が前期優勝。
  - 2006年7月5日 四国アイランドリーグの選抜チームが神戸総合運動公園サブ球場でサーパス（オリックス・バファローズ二軍）と対戦。NPB所属球団との交流戦で初勝利した。
  - 2006年8月1日 香川・徳島・愛媛の3球団の株式をIBLJから新たな出資者に売却したことを発表。
  - 2006年9月22日 - 10月12日 オークランド・アスレチックス傘下3Aサクラメント・リバーキャッツに所属の多田野数人が四国アイランドリーグ・徳島にスポット参戦。初のMLB経験者受け入れとなった。
  - 2006年9月24日 香川が後期優勝。
  - 2006年10月15日 香川がリーグチャンピオンシップを制してリーグ優勝を達成。
  - 2006年11月21日 NPBドラフト会議（大学・社会人・一般対象）で深沢和帆と角中勝也が指名され、引き続き行われた育成ドラフトで伊藤秀範が指名される。

- 2007年
  - 2007年3月10日 石毛宏典がIBLJ社長を退任、コミッショナー職として留まる。
  - 2007年3月31日 2007年シーズン開幕。
  - 2007年6月24日 香川が前期優勝。
  - 2007年8月7日 石川県立球場、8月28日 坊っちゃんスタジアムで独立リーグ・北信越BCリーグ選抜チームと四国アイランドリーグ選抜チームの交流戦を行った。（ILの1勝1分）
  - 2007年9月28日 香川が後期優勝。前後期連覇。
  - 2007年10月6日 香川が愛媛とのチャンピオンシップを制し2年連続のリーグ優勝を達成。
  - 2007年10月8日 四国アイランドリーグ選抜チームが宮崎で行われる秋季教育リーグのみやざきフェニックス・リーグに初参加。
  - 2007年10月22日 公募していた高知球団の新たな経営者を発表。
  - 2007年10月24日 2008年シーズンより九州の2球団を加え、リーグ名を「四国・九州アイランドリーグ」とすることが発表された。
  - 2007年10月28日 香川とBCリーグ優勝の石川ミリオンスターズとの間でおこなわれた日本独立リーググランドチャンピオンシップで、香川が3勝1敗で優勝。
  - 2007年11月1日 九州の新加入球団のための分配ドラフトを非公開で実施（11月9日に結果を公表）。
  - 2007年11月19日 NPBドラフト会議（大学・社会人・一般対象）で三輪正義が指名され、引き続き行われた育成ドラフトで梶本達哉・小山田貴雄・宮本裕司・小林憲幸・白川大輔が指名される。
  - 2007年11月22日 2008年から加入の福岡球団のチーム名が「福岡レッドワーブラーズ」に決定。
  - 2007年12月1日　「四国・九州アイランドリーグ」に名称変更。
  - 2007年12月31日 石毛コミッショナーが退任。

- 2008年
  - 2008年3月28日 初のリーグトーナメント戦である「阿南市長杯」を開催（3月30日までの予定だったが30日は雨天中止となり、決勝に進出した高知と愛媛が両チーム優勝）。
  - 2008年3月26日 審判部の設置を発表。
  - 2008年3月29日 香川の松尾晃雅がボストン・レッドソックス（MLB）とマイナー契約を結んだことを発表。
  - 2008年4月1日 IBLJ本社ならびにリーグ事務局（四国オフィス）を高松市丸亀町の旧富士銀行ビル[注 1]に移転。
  - 2008年4月5日 2008年シーズン開幕。
  - 2008年4月12日 愛媛対福岡戦（松山中央公園野球場）で、リーグ史上初めて1試合の観客数1万人台（10288人）を記録。
  - 2008年6月18日 香川が4期連続となる前期優勝。
  - 2008年9月21日 愛媛が初の後期優勝。
  - 2008年10月4日 香川が愛媛とのチャンピオンシップを制し、3年連続のリーグ年間総合優勝を達成。
  - 2008年10月28日 香川とBCリーグ優勝の富山サンダーバーズとの間で行われたグランドチャンピオンシップで、香川が3勝2敗で2年連続優勝。
  - 2008年10月30日 NPBドラフト会議で西川雅人・金無英が指名され、引き続き行われた育成ドラフトで森田丈武・塚本浩二・生山裕人・堂上隼人が指名される。

- 2009年
  - 2009年1月30日 福岡市のリーグ九州オフィスを閉鎖し、高松市の四国オフィスに一本化。
  - 2009年3月20日 四国4球団総当たりによるプレシーズンマッチを3月22日まで、徳島県営蔵本球場と吉野川運動公園野球場で開催。香川・愛媛・高知の3チームが2勝1敗で優勝となる。
  - 2009年4月4日 2009年シーズン開幕。
  - 2009年4月27日 愛媛の韓国人選手1名が強姦致傷で逮捕される不祥事が発覚し、該当選手は同日付で解雇。リーグは翌日不祥事に対する「再発防止策緊急検討委員会」の設置を発表。
  - 2009年5月7日 最初の再発防止検討会議を開き、愛媛球団への厳重注意と不祥事顛末書の提出や監督の13試合出場停止（すでに球団内の処分等で出場しなかった試合を含む）の処分と再発防止策の概要を発表。
  - 2009年6月21日 長崎が初の前期優勝。九州勢はこれが初のステージ優勝となる。
  - 2009年9月20日 高知が後期優勝。半期優勝は3年ぶり。
  - 2009年10月3日 高知が長崎とのチャンピオンシップを制し、4年ぶりのリーグ年間総合優勝を達成。前後期制となってからは初めて。
  - 2009年10月29日 NPBドラフト会議で福田岳洋・荒張裕司が指名され、引き続き行われた2次（育成枠）ドラフトで松井宏次が指名される。
  - 2009年10月30日 福岡が来シーズンのリーグ戦に参加せず、2010年は5球団でリーグ戦を開催すると発表。2カテゴリーの新設も合わせて発表され、福岡と宮崎が「準加盟球団」カテゴリーに、岡山と熊本が「準備室開設段階球団」カテゴリーにそれぞれ参加するとされた[7]。また、福岡所属の選手のうち希望者に対する救済ドラフトを非公開で実施。
  - 2009年11月3日 高知とBCリーグ優勝の群馬ダイヤモンドペガサスとの間でおこなわれたグランドチャンピオンシップで、高知が3勝2敗で初優勝。アイランドリーグとしては3連覇を達成。
  - 2009年12月1日 2010年のシーズンは、新たに発足するジャパン・フューチャーベースボールリーグ（JFBL）との間で合計60試合の交流戦を実施することが発表される。
  - 2009年12月10日 2010年度からの福岡・宮崎各球団の準加盟を正式に承認したと発表。

### 2010年代
- 2010年
  - 2010年2月26日 IBLJ本社ならびにリーグ事務局を高松市常磐町に移転。
  - 2010年3月10日 徳島の主な出資者であるユーセイホールディングスが3月末で球団の運営・経営から撤退することを発表。4月以降はリーグが直接運営・経営をおこないながら新たな出資者を募ることとなった。
  - 2010年4月1日 他の独立リーグ3団体と共同で、独立リーグ連絡協議会（JIBLA）を設立。
  - 2010年4月3日 2010年シーズンが開幕。
  - 2010年7月2日 リーグ史上初の「最終戦での優勝決戦」となった香川対高知戦が引き分けとなり、香川が4期ぶりとなる前期優勝。
  - 2010年9月25日 香川が後期優勝。3年ぶりの前後期連覇。
  - 2010年9月29日 リーグの理事会で、長崎のリーグからの撤退が正式に決定。リーグ発足後、完全に撤退する初の球団となった。
  - 2010年10月10日 香川が高知とのチャンピオンシップを制し、2年ぶりのリーグ年間総合優勝を達成。前後期制覇と合わせた完全優勝は3年ぶり。
  - 2010年10月13日 解散の決まった長崎の選手に対する救済ドラフトを非公開で実施。希望者16人中8人が他のチームの指名を受けた。うち7人は10月28日までに指名先への入団が内定したが、1人は合意に至らず任意引退となった。
  - 2010年10月28日 NPBドラフト会議で大原淳也・弦本悠希・靍岡賢二郎が指名され、引き続き行われた育成ドラフトで岸敬祐・安田圭佑・上野啓輔が指名される。
  - 2010年10月31日 香川とBCリーグ優勝の石川との間でおこなわれたグランドチャンピオンシップに、香川が3勝1敗で2年ぶり3度目の優勝。アイランドリーグ勢4連覇。
  - 2010年11月4日 リーグの理事会で三重スリーアローズの加盟が正式に決定。

- 2011年
  - 2011年1月27日 リーグの名称を2月1日より「四国アイランドリーグplus」に変更すると発表。
  - 2011年2月1日　「四国アイランドリーグplus」に名称変更。
  - 2011年4月2日 2011年シーズンが開幕。
  - 2011年6月29日 徳島が初の前期優勝。
  - 2011年9月2日 福岡ソフトバンクホークス3軍との定期交流戦（ソフトバンク杯）で香川が優勝。
  - 2011年9月23日 香川が2年連続4度目の後期優勝。
  - 2011年9月24日 来シーズンの公式戦を四国4チームで実施することと三重の不参加・リーグ脱退を発表。
  - 2011年10月2日 徳島が香川とのチャンピオンシップを制し、初のリーグ年間総合優勝を達成。
  - 2011年10月19日 リーグを脱退する三重の選手に対する救済ドラフトを非公開で実施し、4人の選手が指名を受けた（11月2日に全員の入団が内定）。
  - 2011年10月22日 徳島と、BCリーグ優勝の石川との間でグランドチャンピオンシップを開催。石川が3勝0敗で優勝。
  - 2011年10月27日 NPBドラフト会議の育成ドラフトで富永一・冨田康祐・亀澤恭平・中村真崇・西森将司・土田瑞起・飯田一弥が指名を受ける。支配下枠での指名がなかったのは2005年以来。

- 2012年
  - 2012年2月20日 リーグ直営となっていた徳島の新たな経営主体として、リーグスポンサーのセイア等が出資する新会社「パブリック・ベースボールクラブ徳島」が2012年度より運営に当たることが発表される。
  - 2012年3月1日 NPBの実行委員会で、当リーグとベースボール・チャレンジ・リーグへの育成選手派遣を可能とすることが決定される。
  - 2012年4月1日 2012年シーズンが開幕。
  - 2012年6月20日 香川が2期連続となる前期優勝。
  - 2012年9月16日 福岡ソフトバンクホークス3軍との定期交流戦（ソフトバンク杯）で前年に続き香川が優勝。
  - 2012年9月26日 愛媛が4年ぶりとなる後期優勝。
  - 2012年10月6日 香川が愛媛とのチャンピオンシップを制し、2年ぶり5度目の年間総合優勝。
  - 2012年10月20日 香川とBCリーグ優勝の新潟アルビレックス・ベースボール・クラブとの間でグランドチャンピオンシップを開催。新潟が3勝0敗で優勝。
  - 2012年10月25日 NPBドラフト会議で星野雄大が指名され、引き続き行われた育成ドラフトで水口大地が指名される。支配下登録枠での指名者は2年ぶり。

- 2013年
  - 2013年1月21日 IBLJ本社ならびにリーグ事務局を高松市香西東町に移転。
  - 2013年4月7日 2013年シーズンが開幕（当初日程では4月6日の開幕だったが、予定された2試合がいずれも降雨中止）。
  - 2013年6月23日 香川が2年連続となる前期優勝。
  - 2013年8月7日 福岡ソフトバンクホークス3軍との定期交流戦（ソフトバンク杯）に徳島が優勝。
  - 2013年9月14日 徳島が後期優勝。半期優勝は5期ぶりで後期は初。
  - 2013年10月5日 徳島が香川とのチャンピオンシップを制し、2年ぶり2度目の年間総合優勝。
  - 2013年10月19日 徳島と、BCリーグ優勝の石川との間でグランドチャンピオンシップを開催。石川が3勝1敗で優勝。
  - 2013年10月24日 NPBドラフト会議で又吉克樹が指名され、引き続き行われた育成ドラフトで東弘明が指名される。

- 2014年
  - 2014年3月29日　高知県越知町で4球団による「越知町杯スプリングトーナメント」を開催。初日の試合に勝利した高知と、引き分け後の抽選で勝ち進んだ愛媛により30日に決勝戦（および香川と徳島による3位決定戦）をおこなう予定だったが、雨天中止となる。
  - 2014年4月5日 2014年シーズンが開幕。
  - 2014年6月28日 徳島が2期連続となる前期優勝。優勝マジックを1としていた香川が最終の愛媛戦に敗退し徳島と同率となったが、直接対戦成績が優位なチームが優勝するという規定により、徳島の優勝が決まった。首位チームが複数発生してリーグ規定により優勝が決まったのは初めて。
  - 2014年9月1日 ベースボール・チャレンジ・リーグとの合同組織として一般社団法人日本独立リーグ野球機構が発足し、リーグの鍵山誠CEOが会長に就任した[8]。
  - 2014年9月10日 福岡ソフトバンクホークス3軍との定期交流戦（ソフトバンク杯）で前年に続き徳島が優勝。
  - 2014年9月14日 徳島が3期連続となる後期優勝で、前後期優勝を達成。リーグで前後期優勝を達成したのは香川に次ぎ2チーム目。
  - 2014年9月28日 徳島が愛媛とのリーグチャンピオンシップを制し、2年連続の年間総合優勝。香川に次いで、前後期制覇と合わせた完全優勝を達成したチームとなる。
  - 2014年10月13日 徳島がBCリーグ優勝の群馬とのグランドチャンピオンシップに、3勝1敗1分で初優勝。アイランドリーグ勢として4年ぶりに独立リーグ日本一となる。
  - 2014年10月24日 NPBドラフト会議で寺田哲也・入野貴大・山本雅士が指名され、引き続き行われた育成ドラフトで篠原慎平が指名される[9]。支配下枠での3人指名は4年ぶりで、同一球団から複数の支配下枠指名者が出たのは初めて。
  - 2014年12月13日 高松市内でリーグ発足10周年記念式典「SHIKOKU ISLAND LEAGUE PLUS 10th ANNIVERSARY」を開催。式典において、鍵山誠CEOより2015年度のリーグ運営構想（レギュラーシーズン期間の短縮と、北米独立リーグへの選抜チーム派遣）が発表される。

- 2015年
  - 2015年3月28日 前年に引き続き越知町で4球団による「越知町杯スプリングトーナメント」を開催。初日の試合に勝利した愛媛と徳島により29日に決勝戦（および香川と高知による3位決定戦）をおこなう予定だったが、雨天のため前年同様中止となる。
  - 2015年4月4日
    - 2015年シーズンが開幕。
    - 日本野球連盟の地方大会であるJABA四国大会に香川が独立リーグチームとして初参加する（予選リーグ3敗で決勝には進めず）。

  - 2015年5月25日 香川が4期ぶりとなる前期優勝。
  - 2015年5月29日 カナディアン・アメリカン・リーグとの試合をおこなう北米遠征選抜チーム「四国アイランドリーグplus ALLSTARS」のメンバーが発表される。
  - 2015年6月12日 カナディアン・アメリカン・リーグと選抜チームの公式戦16試合を6月27日（現地時間）まで実施。成績は6勝10敗であった。
  - 2015年6月29日 台湾プロ野球CPBLドラフト会議で蔣智賢・林哲瑄が指名される。
  - 2015年9月12日 愛媛が3年ぶりとなる後期優勝。
  - 2015年9月27日 愛媛が香川とのリーグチャンピオンシップを制し、初の年間総合優勝。
  - 2015年10月12日 愛媛がBCリーグ優勝の新潟とのグランドチャンピオンシップに3勝2敗で初優勝し、アイランドリーグとして連覇を達成。
  - 2015年10月22日 NPBドラフト会議で松本直晃が指名され、引き続き行われた育成ドラフトで大木貴将・増田大輝・赤松幸輔・吉田嵩・松澤裕介が指名される[10][注 2]。
  - 2015年12月1日 運営組織を改組し、執行役（CEO/CFO/COO）を廃止[12]。

- 2016年
  - 2016年3月26日 前年に引き続き越知町で4球団による「越知町杯スプリングトーナメント」を開催。初日の試合に勝利した高知と徳島による決勝戦と、香川と愛媛による3位決定戦が27日におこなわれ、それぞれ高知と香川が勝利し、高知が優勝した[13]。開幕前のプレシーズンマッチで優勝チームが決定したのは2009年以来となる。
  - 2016年3月31日 鍵山誠がIBLJの代表取締役を退任し、リーグ理事長専任となる[14]。後任のIBLJ代表取締役に森本美行が就任[14]。
  - 2016年4月2日 2016年シーズンが開幕。
  - 2016年5月19日 今年度の北米遠征チームのメンバーが発表される。
  - 2016年5月28日 愛媛が前年後期に続いて前期優勝を達成。
  - 2016年6月9日 2年目となるカナディアン・アメリカン・リーグと選抜チームの公式戦19試合を6月30日（いずれも現地時間）まで実施。成績は8勝11敗であった。
  - 2016年8月6日 パソコンやスマートフォンによるデジタルチケット販売の導入を発表[15]。
  - 2016年9月15日 愛媛が3期連続となる後期優勝で、前後期制覇を達成。前後期制覇はリーグで3チーム目となる。
  - 2016年9月21日 愛媛が徳島とのリーグチャンピオンシップを制し、2年連続の年間総合優勝を達成。前後期と合わせた完全優勝はチーム初で、リーグで3チーム目となる。
  - 2016年10月1日 愛媛と、BCリーグ優勝の群馬との間でグランドチャンピオンシップを開催。群馬が3勝2敗で優勝（10月10日まで）。
  - 2016年10月20日 NPBドラフト会議で福永春吾が指名され、引き続き行われた育成ドラフトで木下雄介・松澤裕介が指名される[16]。

- 2017年
  - 2017年2月15日 IBLJ本社ならびにリーグ事務局が高松市大工町に移転[17]。
  - 2017年3月24日 鍵山誠がリーグ理事長を退任し、同日付でIBLJ社長となった中村俊洋が理事長に就任[18]。
  - 2017年4月1日 2017年シーズンが開幕。
  - 2017年5月22日 徳島が5期ぶりとなる前期優勝[19]。
  - 2017年7月3日 台湾プロ野球CPBLドラフト会議で陳品捷（中国語版）・羅國華（中国語版）・林逸翔（中国語版）が指名される[20]。
  - 2017年9月20日 香川が5期ぶりとなる後期優勝[21]。
  - 2017年10月1日 - 徳島が香川とのリーグチャンピオンシップを制し、3年ぶり4度目の年間総合優勝。
  - 2017年10月18日 徳島がBCリーグ優勝の信濃とのグランドチャンピオンシップに、3勝2敗で勝利し、4年ぶりに優勝。アイランドリーグ勢として2年ぶりに独立リーグ日本一となる。
  - 2017年10月26日 NPBドラフト会議で伊藤翔が指名され、引き続き行われた育成ドラフトで大藏彰人が指名される[22]。

- 2018年
  - 2018年2月1日 この日付で、リーグ事務局長の坂口裕昭がリーグ理事長に就任（発表は5日）[23]。
  - 2018年3月31日 - 2018年シーズンが開幕。
  - 2018年5月31日 - 香川が2期連続となる前期優勝[24]。
  - 2018年9月10日 - 韓国プロ野球KBOリーグのドラフト会議で、河載勲（ジェフン）が指名される[25]。
  - 2018年9月19日 - リーグ史上2度目の「最終戦での優勝決戦」で徳島に勝利した愛媛が、逆転で2年（4期）ぶりとなる後期優勝[26]。
  - 2018年10月2日 - 香川が愛媛とのリーグチャンピオンシップを制し、6年ぶり6度目の年間総合優勝。
  - 2018年10月7日 - 香川と、BCリーグ優勝の群馬との間でグランドチャンピオンシップを開催。群馬が3勝1分で優勝（10月14日まで）。
  - 2018年10月25日 - NPBドラフト会議の育成ドラフトで、鎌田光津希が指名される[27]。

- 2019年
  - 2019年3月26日 - 今年度より設置が決まった代表チーム専任監督に、元徳島監督の養父鐵の就任を発表（GMも兼務）[28]。
  - 2019年3月31日 - 2019年シーズンが開幕（開幕試合は30日に2試合予定されていたが、いずれも降雨のため中止またはノーゲームとなった[29]）
  - 2019年6月4日 - 徳島が2年ぶりとなる前期優勝。
  - 2019年6月14日 - 3年ぶりとなるカナディアン・アメリカン・リーグと選抜チームの公式戦19試合を7月4日（いずれも現地時間）まで実施。成績は7勝12敗であった。
  - 2019年9月10日 - 愛媛が2年連続となる後期優勝。
  - 2019年9月23日 - 徳島が2年ぶり5回目の年間総合優勝。
  - 2019年10月15日 - 徳島がBCリーグ優勝の栃木とのグランドチャンピオンシップに、3勝2敗で勝利し、2年ぶりに優勝。アイランドリーグ勢として2年ぶりに独立リーグ日本一となる。
  - 2019年10月17日 - NPBドラフト会議で上間永遠・岸潤一郎が指名され、引き続きおこなわれた育成ドラフトで平間隼人・畝章真が指名される[30]。
  - 2019年11月1日 - 当日付でIBLJの社長に馬郡健が就任、従来の社長だった坂口裕昭は会長となる[31]。

### 2020年代
- 2020年
  - 2020年3月14日 - 新型コロナウイルス感染症流行により、公式戦の開幕を4月10日以降に延期することを発表[32]（当初の予定は3月28日[33]）。
  - 2020年3月27日 - 公式戦の開幕を「4月24日以降」に再延期[34]。
  - 2020年4月8日 - 「現時点では開幕日を決定することが難しい」として、公式戦開幕日を未定と発表[35]。
  - 2020年6月1日 - 今シーズンの公式戦を6月20日に開幕することを発表[36]。当面は無観客で実施する[36]。
  - 20206月15日 - 今シーズンの公式戦開催要領を発表[37]。初年度以来となる1シーズン制・76試合で実施し、巨人3軍との交流戦は取りやめとなる[37]。
  - 2020年6月20日 - 2020年シーズンが開幕。
  - 2020年7月13日 - 高知の選手1名が新型コロナウイルス感染症に感染していたことを公表し、13日と14日の全試合、ならびに7月中の高知の全試合の中止をあわせて発表した[38][39]。
  - 2020年7月19日 - 高知以外の各球団の全選手・スタッフおよび審判員のPCR検査の結果全員が陰性だったことを発表し、今後も有観客で公式戦を実施する[40]。
  - 2020年7月22日 - 香川県内での新型コロナウイルスの感染者増加に伴い、7月中の香川主催試合を無観客とすることを発表[41]。
  - 2020年8月7日 - IBLJ本社ならびにリーグ事務局を高松市鍛冶屋町に移転すると発表[42]。
  - 2020年10月23日 - 徳島が2年連続6回目のリーグ優勝[43]。
  - 2020年10月26日 - NPBドラフト会議で行木俊・石井大智が指名され、引き続きおこなわれた育成ドラフトで戸田懐生が指名される[44]。

- 2021年
  - 2021年3月1日 - 2021年シーズン公式戦より、日本独立リーグ野球機構が採用した統一球（一光スポーツ社製）を使用することが発表された。統一球は、同機構に所属するルートインBCリーグ、九州アジアリーグおよび琉球ブルーオーシャンズの各公式戦においても使用される[45]。
  - 2021年3月27日 - 2021年シーズンが開幕。
  - 2021年4月21日 - 愛媛県が新型コロナウイルス感染症に関する「感染対策期」の期間を延長したことに伴い、愛媛が5月16日までに実施する主催試合9試合を無観客開催とすることを決定[46]。
  - 2021年5月1日 - 徳島の選手1名が新型コロナウイルス感染症のPCR検査で陽性反応が出たため、同日および翌日の高知対徳島戦が中止となった[47][48]。翌日にはPCR検査結果の判明するタイミングの関係で、5月3日の徳島対愛媛戦も中止が決定した[49]。
  - 2021年5月3日 - PCR検査の結果、徳島球団関係者47人中7人の陽性が確認されたことから、リーグは徳島球団の活動を休止し、5月18日までに予定されていた徳島の関係する7試合を新たに中止することを決定した[50]。
  - 2021年5月13日 - 愛媛間の「感染対策期」の再延長（5月31日まで）に伴い、5月28日から30日までの愛媛主催3試合を無観客開催に変更した[51]。
  - 2021年5月17日 - 徳島球団の活動を本日から再開し、公式戦への復帰を22日と決定[52]。これに伴い、21日に予定されていた香川対徳島戦が中止（別途代替試合実施）となった[53]。
  - 2021年6月19日 - 香川が3年ぶりとなる前期優勝[54]。
  - 2021年8月23日 - 新型コロナウイルス感染症拡大防止のため、今年度のみやざきフェニックス・リーグへの参加を見送ると発表[55]
  - 2021年9月11日 - 高知が12年ぶりとなる後期優勝[56]。
  - 2021年9月25日 - 香川が3年ぶり7回目の年間総合優勝[57]。
  - 2021年10月11日 - NPBドラフト会議の育成ドラフトで、村川凪・古市尊・宮森智志が指名される[58]。

- 2022年
  - 2022年3月26日 - 2022年シーズンが開幕。
  - 2022年6月6日 - 高知が2期連続となる前期優勝[59]。
  - 2022年9月17日 - 徳島が後期優勝[60]。
  - 2022年9月24日 - 高知が13年ぶり3回目の年間総合優勝[61]
  - 2022年9月30日 - グランドチャンピオンシップ（本年より一箇所での集中開催によるトーナメント制で、藤崎台県営野球場で開催）に高知が出場、この日の準決勝に敗れ[62]、翌日の3位決定戦に勝利して3位となる[63]。
  - 2022年10月20日 - NPBドラフト会議の育成ドラフトで、上甲凌大・中山晶量・日隈モンテル・茶野篤政が指名される[64]。

- 2023年
  - 2023年3月25日 - 2023年シーズンが開幕。
  - 2023年6月3日 - 徳島が2期連続となる前期優勝[65]。
  - 2023年9月15日 - 徳島が2年連続4度目の後期優勝を達成し、前後期連覇[66]。
  - 2023年9月22日 - 徳島がリーグチャンピオンシップで愛媛を下し、3年ぶり7度目のリーグ総合優勝[67]。
  - 2023年9月29日 - この日より坊っちゃんスタジアムでグランドチャンピオンシップを開催し、リーグからは優勝した徳島と開催県枠の愛媛が出場、両チームとも準々決勝には勝利したが、準決勝でいずれも敗退した[68]。
  - 2023年10月26日 - NPBドラフト会議で椎葉剛・宮澤太成・井上絢登が指名され、引き続きおこなわれた育成ドラフトでシンクレアジョセフ孝ノ助・谷口朝陽・菊田翔友・宇都宮葵星・河野聡太・藤田淳平が指名される[69]。

- 2024年
  - 2024年3月30日 - 2024年シーズンが開幕。
  - 2024年6月1日 - 徳島が4期連続となる前期優勝を達成[70]。
  - 2024年9月4日 - 徳島が5期連続となる後期優勝を達成[71]。
  - 2024年9月23日 - 年間勝率2位の愛媛がリーグチャンピオンシップで徳島を下し、8年ぶり3回目の年間総合優勝[72]。年間勝率2位チームが前後期優勝したチームを破って年間総合優勝するのはリーグ史上初めて。
  - 2024年9月27日 - グランドチャンピオンシップ（小山運動公園野球場）に愛媛が出場し、この日の準々決勝では石川ミリオンスターズ（日本海リーグ）を破ったが[73]、翌日の準決勝で信濃グランセローズ（BCリーグ）に敗れる[74]。
  - 2024年10月24日 - NPBドラフト会議で加藤響・中込陽翔・若松尚輝・矢野泰二郎が指名され、引き続きおこなわれた育成ドラフトで工藤泰成・嶋村麟士朗・廣澤優・川口冬弥が指名される[75]。

- 2025年
  - 2025年3月29日 - 2025年シーズンが開幕。
  - 2025年6月8日 - 徳島が6期連続となる前期優勝を達成[76]。

## リーグ構成球団

### 加盟球団
| チーム名                   | 参加年度 | 本拠地       | スタジアム         | チームカラー |
| -------------------------- | -------- | ------------ | ------------------ | ------------ |
| 愛媛マンダリンパイレーツ   | 2005     | 愛媛県松山市 | 松山中央公園野球場 |              |
| 香川オリーブガイナーズ     | 2005     | 香川県高松市 | 香川県営野球場     |              |
| 高知ファイティングドッグス | 2005     | 高知県高知市 | 高知市野球場       |              |
| 徳島インディゴソックス     | 2005     | 徳島県徳島市 | 徳島県営蔵本球場   |              |

### 過去に存在した加盟球団
| チーム名               | 参加年度 | 最終年度 | 本拠地         |
| ---------------------- | -------- | -------- | -------------- |
| 福岡レッドワーブラーズ | 2008     | 2009     | 福岡県         |
| 長崎セインツ           | 2008     | 2010     | 長崎県佐世保市 |
| 三重スリーアローズ     | 2011     | 2011     | 三重県津市     |

なお、2009年に一度発表された「準加盟球団」「準備室開設段階球団」については、後節を参照。

## ホームゲーム開催地
2024年度
- 球団と本拠地球場の省略名は、通称・公式略称・雅称。

### 本拠地
| 愛媛マンダリンパイレーツ            | 香川オリーブガイナーズ              | 高知ファイティングドッグス    | 徳島インディゴソックス            |
| ----------------------------------- | ----------------------------------- | ----------------------------- | --------------------------------- |
| 坊ちゃんスタジアム （愛媛県松山市） | レクザムスタジアム （香川県高松市） | 高知市野球場 （高知県高知市） | むつみスタジアム （徳島県徳島市） |
| 収容人数：30,000                    | 収容人数：22,000                    | 収容人数：6,000               | 収容人数：15,976                  |
|                                     |                                     |                               |                                   |

### その他
※2024年度実績
愛媛
- 西条市東予運動公園野球場
- 新居浜市営球場
- 四国中央市浜公園川之江野球場
- 宇和島市営丸山球場
- 今治市営球場
- マドンナスタジアム
- いきなスポレク公園野球場
- 南レク城辺公園野球場
- 西予市営宇和球場
- 八幡浜・大洲地区運動公園野球場
- 内子町城の台公園野球場

香川
- レクザムBP丸亀
- さぬき市志度総合運動公園野球場

高知
- 土佐山田スタジアム
- 室戸マリン球場
- 四万十スタジアム
- 大方球場
- 安芸市営球場
- 越知町民総合運動場
- かさおか古代の丘スポーツ公園野球場

徳島
- JAアグリあなんスタジアム
- 蛇王運動公園野球場
- 吉野川運動公園野球場

## 年度別順位
| 年度 | 年度 | 優勝 | 2位  | 3位  | 4位  | 5位  | 6位  | リーグチャンピオンシップ  |
| ---- | ---- | ---- | ---- | ---- | ---- | ---- | ---- | ------------------------- |
| 2005 | 2005 | 高知 | 徳島 | 香川 | 愛媛 |      |      |                           |
| 2006 | 前期 | 高知 | 香川 | 愛媛 | 徳島 |      |      |                           |
| 2006 | 後期 | 香川 | 高知 | 愛媛 | 徳島 |      |      |                           |
| 2006 | 総合 | 香川 | 高知 | 愛媛 | 徳島 |      |      | 香川（5戦制・3勝1敗）高知 |
| 2007 | 前期 | 香川 | 愛媛 | 高知 | 徳島 |      |      |                           |
| 2007 | 後期 | 香川 | 愛媛 | 高知 | 徳島 |      |      |                           |
| 2007 | 総合 | 香川 | 愛媛 | 高知 | 徳島 |      |      | 香川（5戦制・2勝0敗）愛媛 |
| 2008 | 前期 | 香川 | 高知 | 福岡 | 愛媛 | 徳島 | 長崎 |                           |
| 2008 | 後期 | 愛媛 | 高知 | 香川 | 福岡 | 長崎 | 徳島 |                           |
| 2008 | 総合 | 香川 | 高知 | 愛媛 | 福岡 | 長崎 | 徳島 | 香川（5戦制・3勝0敗）愛媛 |
| 2009 | 前期 | 長崎 | 香川 | 愛媛 | 福岡 | 高知 | 徳島 |                           |
| 2009 | 後期 | 高知 | 香川 | 福岡 | 長崎 | 愛媛 | 徳島 |                           |
| 2009 | 総合 | 高知 | 長崎 | 香川 | 福岡 | 愛媛 | 徳島 | 高知（5戦制・3勝0敗）長崎 |
| 2010 | 前期 | 香川 | 高知 | 徳島 | 愛媛 | 長崎 |      |                           |
| 2010 | 後期 | 香川 | 愛媛 | 徳島 | 高知 | 長崎 |      |                           |
| 2010 | 総合 | 香川 | 高知 | 徳島 | 愛媛 | 長崎 |      | 香川（5戦制・2勝0敗）高知 |
| 2011 | 前期 | 徳島 | 愛媛 | 香川 | 高知 | 三重 |      |                           |
| 2011 | 後期 | 香川 | 徳島 | 愛媛 | 高知 | 三重 |      |                           |
| 2011 | 総合 | 徳島 | 愛媛 | 香川 | 高知 | 三重 |      | 徳島（5戦制・3勝1敗）香川 |
| 2012 | 前期 | 香川 | 愛媛 | 徳島 | 高知 |      |      |                           |
| 2012 | 後期 | 愛媛 | 香川 | 徳島 | 高知 |      |      |                           |
| 2012 | 総合 | 香川 | 愛媛 | 徳島 | 高知 |      |      | 香川（5戦制・3勝0敗）愛媛 |
| 2013 | 前期 | 香川 | 徳島 | 愛媛 | 高知 |      |      |                           |
| 2013 | 後期 | 徳島 | 愛媛 | 香川 | 高知 |      |      |                           |
| 2013 | 総合 | 徳島 | 愛媛 | 香川 | 高知 |      |      | 徳島（5戦制・3勝0敗）香川 |
| 2014 | 前期 | 徳島 | 香川 | 高知 | 愛媛 |      |      |                           |
| 2014 | 後期 | 徳島 | 愛媛 | 高知 | 香川 |      |      |                           |
| 2014 | 総合 | 徳島 | 愛媛 | 香川 | 高知 |      |      | 徳島（5戦制・2勝2敗）愛媛 |
| 2015 | 前期 | 香川 | 愛媛 | 徳島 | 高知 |      |      |                           |
| 2015 | 後期 | 愛媛 | 徳島 | 香川 | 高知 |      |      |                           |
| 2015 | 総合 | 愛媛 | 香川 | 徳島 | 高知 |      |      | 愛媛（5戦制・3勝2敗）香川 |
| 2016 | 前期 | 愛媛 | 徳島 | 香川 | 高知 |      |      |                           |
| 2016 | 後期 | 愛媛 | 香川 | 高知 | 徳島 |      |      |                           |
| 2016 | 総合 | 愛媛 | 徳島 | 香川 | 高知 |      |      | 愛媛（5戦制・2勝0敗）徳島 |
| 2017 | 前期 | 徳島 | 高知 | 香川 | 愛媛 |      |      |                           |
| 2017 | 後期 | 香川 | 愛媛 | 高知 | 徳島 |      |      |                           |
| 2017 | 総合 | 徳島 | 高知 | 香川 | 愛媛 |      |      | 徳島（5戦制・3勝1敗）香川 |
| 2018 | 前期 | 香川 | 高知 | 愛媛 | 徳島 |      |      |                           |
| 2018 | 後期 | 愛媛 | 徳島 | 高知 | 香川 |      |      |                           |
| 2018 | 総合 | 香川 | 高知 | 愛媛 | 徳島 |      |      | 香川（5戦制・3勝1敗）愛媛 |
| 2019 | 前期 | 徳島 | 高知 | 香川 | 愛媛 |      |      |                           |
| 2019 | 後期 | 愛媛 | 香川 | 徳島 | 高知 |      |      |                           |
| 2019 | 総合 | 徳島 | 愛媛 | 香川 | 高知 |      |      | 徳島（3戦制・2勝1敗）愛媛 |
| 2020 | 2020 | 徳島 | 高知 | 香川 | 愛媛 |      |      |                           |
| 2021 | 前期 | 香川 | 高知 | 徳島 | 愛媛 |      |      |                           |
| 2021 | 後期 | 高知 | 香川 | 徳島 | 愛媛 |      |      |                           |
| 2021 | 総合 | 香川 | 高知 | 徳島 | 愛媛 |      |      | 香川（3戦制・2勝0敗）高知 |
| 2022 | 前期 | 高知 | 香川 | 徳島 | 愛媛 |      |      |                           |
| 2022 | 後期 | 徳島 | 愛媛 | 香川 | 高知 |      |      |                           |
| 2022 | 総合 | 高知 | 徳島 | 香川 | 愛媛 |      |      | 高知（3戦制・2勝0敗）徳島 |
| 2023 | 前期 | 徳島 | 愛媛 | 高知 | 香川 |      |      |                           |
| 2023 | 後期 | 徳島 | 高知 | 愛媛 | 香川 |      |      |                           |
| 2023 | 総合 | 徳島 | 愛媛 | 高知 | 香川 |      |      | 徳島（3戦制・2勝0敗）愛媛 |
| 2024 | 前期 | 徳島 | 愛媛 | 高知 | 香川 |      |      |                           |
| 2024 | 後期 | 徳島 | 愛媛 | 高知 | 香川 |      |      |                           |
| 2024 | 総合 | 愛媛 | 徳島 | 高知 | 香川 |      |      | 愛媛（3戦制・2勝0敗）徳島 |

- 2006年度から2019年度までと2021年度は前・後期の総合順位で総合優勝はリーグチャンピオンシップを制した結果。
- 2007年度および2010年度の香川と2014年度の徳島、2016年度の愛媛は、レギュラーリーグ前・後期完全優勝し1勝分のアドバンテージがあったため、2勝で総合優勝となった。
- 2014年前期の徳島・香川および2016年後期の香川・高知は同勝率。直接対戦成績が優位なチームが上位という規定により、順位が決定した。

## 通算成績
2022年シーズン終了時点
色つき背景は2022年現在の所属クラブ。
太字は優勝実績（リーグ戦については半期優勝以上）のあるクラブ。

### リーグ戦
| 順 | クラブ名                   | 年 | 優 | 2  | 3  | 4  | 5 | 6 | 試   | 勝  | 敗  | 分  | 勝率 |
| -- | -------------------------- | -- | -- | -- | -- | -- | - | - | ---- | --- | --- | --- | ---- |
| 1  | 香川オリーブガイナーズ     | 18 | 13 | 9  | 10 | 2  | 0 | 0 | 1353 | 677 | 529 | 147 | .561 |
| 2  | 愛媛マンダリンパイレーツ   | 18 | 7  | 10 | 6  | 10 | 1 | 0 | 1355 | 591 | 598 | 166 | .497 |
| 3  | 徳島インディゴソックス     | 18 | 8  | 6  | 9  | 7  | 1 | 3 | 1356 | 575 | 630 | 151 | .477 |
| 4  | 高知ファイティングドッグス | 18 | 5  | 9  | 7  | 12 | 1 | 0 | 1355 | 584 | 617 | 154 | .486 |
| 5  | 長崎セインツ               | 3  | 1  | 0  | 0  | 1  | 3 | 1 | 236  | 89  | 121 | 26  | .424 |
| 6  | 福岡レッドワーブラーズ     | 2  | 0  | 0  | 2  | 2  | 0 | 0 | 160  | 75  | 69  | 16  | .521 |
| 7  | 三重スリーアローズ         | 1  | 0  | 0  | 0  | 0  | 2 | 0 | 64   | 17  | 41  | 6   | .293 |

### チャンピオンシップ
アドバンテージ含む。
※敗退クラブを「準優勝」とする呼び方は公式にはなされていないが、試合の勝敗と区別するため、本リストでは便宜的に使用。
| 順 | クラブ名 | 回 | 優 | 準 | 試 | 勝 | 敗 | 分 | 勝率 |
| -- | -------- | -- | -- | -- | -- | -- | -- | -- | ---- |
| 1  | 香川     | 11 | 7  | 4  | 38 | 24 | 14 | 0  | .632 |
| 2  | 徳島     | 7  | 5  | 2  | 24 | 14 | 10 | 0  | .583 |
| 3  | 愛媛     | 8  | 2  | 6  | 29 | 10 | 19 | 0  | .345 |
| 4  | 高知     | 5  | 2  | 3  | 14 | 6  | 8  | 0  | .429 |
| 5  | 長崎     | 1  | 0  | 1  | 3  | 0  | 3  | 0  | .000 |

## 編成

### 選手および指導者
四国アイランドリーグ時代は、1チームに監督1名、コーチ2名、トレーナー2名、選手25名までで、登録枠外に練習生として選手を保有できた。2008年より、選手登録枠を30名まで拡大した。ただし出場登録可能なのは25名までだった。実際に26名以上の選手を登録して出場登録外の選手が発生したのは、2010年の香川と愛媛が最初である。この当時、リーグ発表の登録選手名簿では、出場登録外の選手には色が塗られて区別されていた。2014年、選手登録枠は出場登録と同じ25名に再度変更され、登録を外れた選手はすべて練習生として扱うことになった。同時に、従来はリーグ発表の選手名簿には非掲載だった練習生が、登録実績のない選手も含めてすべて（色を塗って区別する形で）掲載されるようになった。練習生の保有上限についてはこのシーズンより15名と規定されている。また、練習生は2年を超えてチームに在籍することはできない。
2020年シーズンはベンチ入りできる選手の上限を前年より2名多い27名とし、2021年以降も継続している。
リーグ発足当時の構想では選手の在籍は3年以内という条件があったが、その後の規約の改正により現在は制限はない。発足当時より続けてリーグに所属する選手は、高知の梶田宙が最後の一人となり、2014年シーズンで引退した。2015年シーズン開幕時点の在籍選手では、愛媛の小林憲幸が唯一の初年度経験者で最長キャリア（途中、2008年 - 2009年はNPBの千葉ロッテマリーンズに所属）であったが、2015年シーズン終了後に引退したため、初年度にプレーした経験のある現役選手はいなくなった。
監督・コーチについては原則としてNPB出身者としているが、コーチ1名はリーグで1年以上の在籍経験のある元選手でも可としている。2012年に香川の元選手である近藤智勝がコーチに就任し、NPB在籍経験のない初のコーチとなった。近藤はその後2020年に非NPB出身者としてリーグで初の監督に就任している。2008年11月に制定された取り決めで監督・コーチの選手との兼任が原則として禁じられ、取り決めの制定以前に選手兼任コーチや選手兼任の「監督代行」の事例はあったが、正式な選手兼任監督はリーグ発足以来存在せず、兼任指導者も2009年以来長らく存在しなかった。2016年オフに徳島が兼任コーチとして川上憲伸を招聘する構想を持っていたことが後に報じられており、実現していればリーグで9年ぶりの兼任指導者となっていた。その後、2021年1月に、元東京ヤクルトスワローズの近藤一樹が香川に選手兼任コーチとして入団し、リーグでは13年ぶりの選手兼任指導者となった。2021年シーズンは近藤に続き、元阪神タイガースの伊藤隼太が愛媛の兼任コーチに就任した。これらを受けた2021年の公式戦開催ルールでは「監督及びコーチの兼任選手を認める」と明記され、兼任選手が公式戦に出場する場合は（1チームあたり）1試合1名までとし、事前の選手登録申請を必須とした。2022年の公式戦開催ルールでは、兼任選手の出場枠が「1試合2名」と前年より増やされている。ただしベンチで指揮を執る監督及びコーチは最低2名としている。
2017年に河原純一が愛媛の監督に就任し、選手兼任の代行監督を除くと、初めてリーグに選手として在籍歴のある監督となった。
リーグは2022年より「年間最優秀監督」の表彰を開始し、吉田豊彦（高知）が最初の表彰者となった。
指導者としてのキャリアを当リーグでスタートさせ、NPBのコーチに転身した人物として、高山郁夫・森博幸・加藤博人・岡本克道・前田忠節・吉岡雄二・小田幸平がいる。

#### 巡回コーチ（初年度のみ）
各球団のスタッフは発足当初は監督+コーチの計3名に限定されていた。初年度はこれを補うために、IBLJが契約したコーチが数人で球団を越えて巡回指導していた。当時のメンバーは下記の通り。
- 有藤通世
- 江藤省三
- 大島康徳
- 近藤昭仁
- 辻恭彦
- 土井正三
- 広岡達朗
- 簑田浩二
- 八木沢荘六
- 山本一義

2年目以降は巡回コーチは実施されていない（チームが独自に外部の臨時コーチを招聘したケースはある）。

### 審判
リーグ発足当時に、元セ・リーグ審判副部長の福井宏、NPO法人UDC（Umpire Development Corporation、本部東京／平林岳理事長）、四国地区全日本軟式野球連盟の三者の協力により運営が開始された。発足時のリーグの審判責任者は福井宏で、自ら当時の石毛代表にリーグの審判になることを志願して採用されたという逸話がある。福井は2006年のシーズンまでリーグの審判を務めた。
その後、プロアマ規定などの問題により四国地区全日本軟式野球連盟が審判運営より撤退したことや、九州地区への拡張等の理由により、リーグ独自の審判員を育成することになり、2008年のシーズンより審判部が発足した。初代の審判部長は元パ・リーグ審判部長の村田康一、副部長はリーグ発足時から出場している神谷佳秀であった。2010年シーズンは、部長・副部長のほかに審判員約30名が在籍している（ただし、村田は実際の試合に出場することはなかった）。2015年5月1日付で村田は審判部長から顧問に異動し、副部長の神谷が2代目部長となる。神谷は2021年をもって審判部長を退任した。
2008年よりシーズン終了後に最優秀審判の表彰も行われるようになり、田村光弘が最初の表彰者となった。2009年は神谷佳秀、2010年より2012年までは山本哲也が3年連続で表彰された。2013年は伊藤寿記が3年ぶりの新たな表彰者となり、2014年は後述のNPB研修審判員である水口拓弥、2015年は大学時代に審判部に入った山口正太郎、2016年より2019年まではNPBのアンパイアスクール卒業者である木田大貴（2016年・2017年）、西沢一希（2018年）、石川隼大（2019年）がそれぞれ表彰されている。2020年はリーグからMLBマイナー審判に進み、新型コロナウイルスの影響で帰国した小石澤進が表彰を受けた。2021年は河野兆景が、2022年と2024年は迫川隼也が、2023年は川村亮輔が、それぞれ表彰を受けた。
在籍者の中には将来NPBやMLBの審判を目指す者もおり、後述するNPB「研修審判制度」が発足する以前（2013年まで）には市川貴之・水落朋大・大和貴弘・柳内遼平がNPBの審判に進んでいる。このうち市川は、2010年8月1日のヤクルト対横浜戦で一軍初球審を務めた。独立リーグ経験者としては初である。また、2012年には松田貴士が、2018年には小石澤進が、2020年には和田隆がそれぞれMLB機構の審判テストに合格し、マイナーリーグの試合に出場している。松田は2020年に日本人初となるMLB審判員にあと一歩と迫る3Aに昇格したが、2023年限りでMLB機構を離れて2024年からは北米独立リーグ（フロンティアリーグ）の審判を務めている。
2014年よりリーグはNPBが新設した「研修審判制度」で提携している。2014年3月7日、リーグよりNPBの第1回アンパイア・スクールに派遣された青木昴が、ファームの試合に出場できる育成審判員に、また同じくアンパイア・スクール派遣の水口拓弥が独立リーグ派遣となる研修審判員に採用された。水口はNPB研修審判員として2014年はアイランドリーグに派遣され、2015年にNPBの育成審判員に採用された。青木は2015年12月にNPB正審判員に採用された（アンパイア・スクール修了者では初）。水口は正審判員に採用されたのち、2021年にNPBの日本人審判員としては70年ぶりに球審で公式戦初出場を果たした。その後もNPB審判員への採用は続き、2016年に古賀真之と山本力仁、2017年に松本大輝、2018年に森口壽樹、2019年に西沢一希、2020年に正木雄大、2021年に笹真輔が、それぞれNPB入りを果たし、海外審判の輩出とともに、プロ審判の養成機関としての重要な役割りを果たしている。
発足以来数年間、公式戦は審判4名制で運営していたが、2008シーズン開幕戦より3名制、4名制を併用している。チャンピオンシップ、グランドチャンピオンシップは6名制で行っている。また、みやざきフェニックス・リーグにも審判員を派遣している。海外リーグとの審判交流も盛んに行われており、米国審判学校への研修留学、豪州プロ野球リーグへの審判派遣、2019年には台湾プロ野球CPBLの朱學謙審判員が来日し、リーグ公式戦の審判を務めた。
審判部では2012年より独自のfacebookページを開設し、外部の審判志望者に向けた勉強会なども開催している。
2022年2月には、ベースボール・チャレンジ・リーグと合同での審判員採用試験を実施した。この合同審判採用試験は2023年も実施される。
2023年2月、ベースボール・チャレンジ・リーグと両リーグ共通の審判部のアドバイザーとして、元NPB審判部長の井野修および元NPB審判部スーパーバイザーの谷博が就任することを発表した。

## 試合
レギュラーシーズンは、ホーム・アンド・ビジターによるリーグ戦である。初年度の2005年は1シーズン制であったが、2006年度以降は前期、後期の2シーズン制を採用している。2020年シーズンは新型コロナウィルス感染拡大に伴う開幕延期の影響により、初年度以来となる1シーズン制で実施された。

### 試合数
四国アイランドリーグ時代はホーム45試合、ビジター45試合の計90試合だった（2005年は雨天中止となった愛媛対香川戦1試合の代替試合が実施できず、この2チームに限って89試合とする特例措置がとられた。2006年後期も香川対高知戦1試合が同様の扱いになった）。2008年と2009年はリーグの拡張に伴う移動距離の増加を考慮し、従来より10試合少ない80試合で運営された。5球団となった2010年については76試合（前後期各38試合）となり、新たに発足したジャパン・フューチャーベースボールリーグとの交流戦を1チームあたり12試合（前後期各6試合）含める形で順位を決定した。2011年は64試合（前後期各32試合）となり、このほかに福岡ソフトバンクホークス3軍と各チームが前後期各4試合ずつの定期交流戦（ソフトバンク杯）をおこなった。2012年より2014年まではリーグ戦72試合（前後期各36試合）に加えて定期交流戦を前後期各4試合実施し、交流戦の勝敗を公式戦の順位決定に含める形となった。
2014年12月13日、リーグの鍵山誠CEO（当時）は、2015年度シーズンについて、レギュラーシーズンの期間を従来より短縮し、夏季の2か月間はリーグの選抜チームを編成して北米の2つの独立リーグ（アトランティックリーグとカナディアン・アメリカン・リーグ）に参加させる構想（うち1つは相手リーグの公式戦対象）であることを明らかにした。レギュラーシーズンの試合数については「可能な限り（2014年と）同じ数に近づける」と述べている。選抜チームから漏れた選手については、シーズン中断中に有料の野球教室などの「地域貢献事業」に参加させて収益につなげるという。鍵山CEOは2014年12月にウェブに寄稿した文章の中で、レギュラーシーズン期間の短縮は、試合の頻度を増加させて選手の成長を促すことも目的の一つであると述べている。
この方針に基づき、2015年度の日程は、前期を4 - 5月、後期を8 - 9月で前後期各34試合（うち4試合はソフトバンク3軍との交流戦）ずつの合計68試合を開催することが2015年2月に発表された。北米遠征については、6月の約1ヶ月間、カナディアン・アメリカン・リーグと対戦することが2015年5月に発表され、実施された（詳細は後述）。
2016年度は、前期の試合数を31試合とし、その中に新たに実施する読売ジャイアンツ3軍との交流戦3試合（すべてアイランドリーグチームのホームゲーム）が含まれた（従来から継続のソフトバンク3軍との交流戦をあわせ、前期の交流戦は7試合）。2017年度は前期34試合・後期31試合と前後期の試合数が前年度と逆転し、読売ジャイアンツ3軍との交流戦は後期に実施されることになった。2018年度は読売ジャイアンツ3軍との交流戦は前期後期各2試合となり、各球団は前期36試合・後期30試合を実施した。
2019年度は前後期間のリーグ戦休止期間が、過去4年よりも短い約1か月（6月3日 - 7月12日）となり、前期34試合・後期36試合の年間70試合を実施した。NPB3軍との交流戦は、ソフトバンクとは1チームあたり前後期各4試合（ホーム・ビジター）、巨人とは後期にホーム2試合となる。試合数が70試合台となるのは5年ぶりとなる。後述の通り、北米遠征が復活した。
2020年度は、当初は前期40試合・後期36試合の年間76試合で、前年に続いて試合数が増加する予定だった。NPB3軍との交流戦の試合数数や実施時期は2019年と同じであった。ただし、新型コロナウイルス感染症流行の対策によって試合日程等が変更となる可能性があることが日程発表の時点で告知されており、3月14日に開幕の延期が発表された。また北米遠征は実施されなかった。開幕は2度の延期を経て、6月20日となることが6月1日に発表されたが、全試合の日程を事前発表せずに状況を見て随時発表するとしていた。6月15日に開催要領が発表され、1シーズン制で巨人3軍との交流戦は実施せず、ソフトバンク3軍との交流戦は各チーム4試合（当初予定は8試合）となった。試合数は当初予定と同じ各チーム76試合を実施した。
2021年度は、3月9日に発表された日程では2年ぶりに2シーズン制に復帰し、各チーム前後期各34試合ずつを実施し、そのうちソフトバンク3軍との交流戦を前後期各4試合ずつ含む形となる。新たに発足した九州アジアリーグとの間では各チーム前後期各2試合をビジターで実施したが、これらは「練習試合」の扱いでチームの勝敗や個人成績にはカウントされなかった。実際の運営では香川対ソフトバンク3軍の1試合が代替日程を確保できずに中止となった。
2022年度の開催日程は、ソフトバンク3軍との交流戦を含めた試合数は前年と同じである。例年ソフトバンク3軍との交流戦に設定されている予備日程については、今年度から予定通り試合を消化した場合は、練習試合を実施する形となった。一方、前年実施した九州アジアリーグと練習試合は設定されなかった。
2023年度も、ソフトバンク3軍との交流戦も含め試合数は2021年・2022年と同様である。2024年度も、前後期の配分や交流戦も含めた試合数は前年から変更はない。2025年度はリーグ内やソフトバンク3軍との試合数は変更がないものの、前期に6年ぶりとなる巨人3軍との交流戦を各チーム1試合実施する形となり、前期は35試合となった。巨人3軍との試合は坊っちゃんスタジアム（愛媛県）とむつみスタジアム（徳島県）でのみ実施され、高知と香川は他県の球場でホームゲームとして開催（高知が坊っちゃん、香川がむつみ）する形となる。

### 開催頻度・形式
2011年までは原則として毎週金曜 - 日曜の週3試合ペース（2005年は毎週木曜 - 日曜の週4試合ペース）で開催された。発足当時は、遠征の際は宿泊せずにいったん地元に戻る方式で連戦は少なかったが、リーグを拡張した2008年より移動が長距離になることから、連戦を中心としたスケジュールに変更された。
基本的には金曜はナイトゲームまたは試合の途中からナイター照明を入れる薄暮開催とし、土・日・祝日は4月より6月まではデーゲームを中心に、7月から10月まではナイトゲームを中心とした編成で日程が組まれた。高知はナイター設備がなかったため、主催試合はデーゲームのみだった。
四国4チームに戻った2012年度以降は、4チームによるリーグ戦+ソフトバンク3軍との交流戦というスタイルになり、交流戦の関係で同じ日に試合のないチームが生じることになった。その調整のため、月 - 木曜のウィークデーの試合（主にナイター）が従来より増加した。また、連戦が減少し、再びホームアンドアウェーに近い開催形式に戻っている。季節や曜日と開催時間の関係は従来と変更がなく、月 - 木曜のウィークデーの試合も基本的にはナイターである（2012年から高知もナイター可能となった）。公式戦の期間が短縮された2015年の日程では、月 - 木曜のウィークデー開催の試合がさらに多くなっている。2016年度は前年度よりも月 - 木曜のウイークデー開催の試合が増加した。IBLJ社長の馬郡健は、2020年のシーズン終了後のインタビューで2021年度は「観客が来やすい週末に試合を多く組む」ことに挑戦したいと述べている。なお、ソフトバンク3軍との定期交流戦のうち、ソフトバンク主催試合は2015年までほぼウィークデー開催（場所は雁の巣球場）だったが、2016年度以降は大半が土日開催（場所はHAWKSベースボールパーク筑後）となっている。
レギュラーシーズンでは9回を終了して同点の場合は引き分けとし、延長戦は実施しない。2012年より開始された高知市野球場でのナイトゲームについては、9回以前であっても21時30分を過ぎて新しいイニングに入らず、同点の場合は引き分けとなる特別ルールが適用されている。2016年より開始された巨人3軍との定期交流戦については、予備日の設定がないため、試合が中止またはノーゲームとなった場合は引き分け扱いとする特別ルールが定められている。
雨天による中止試合の代替として、例年数回ダブルヘッダーが実施されている（2013年はなし）。2022年の日程では当初より前期に各チーム3回・6試合ずつダブルヘッダーが設定され、2023年も同様である。
2019年シーズンは公式戦の一部で7イニング制を導入した。3月11日の発表では、対象は「真夏のデーゲームやダブルヘッダー」で、観客の熱中症予防や試合時間短縮の観点から、約20試合で実施を検討するとしていた。3月28日に詳細な実施内容が発表され、ダブルヘッダー（2試合とも）や雨天振替試合のほか後期の公式戦で各チームのホーム3試合を指定して実施すること、NPB3軍との交流戦は対象としないこと、規定投球回数や規定打席は従来の規定を変更しないことを明らかにした。4月22日に実施された香川対徳島のダブルヘッダー（レクザムスタジアム、第1試合は雨天順延試合の振替）がリーグ公式戦初の7イニング制試合となった。2019年に7イニング制で実施された12試合の平均試合時間は、2018年度の全試合平均より約30分短い2時間28分だった。
2020年度は今年度限定の特別ルールを使用するとしていた。6月15日発表の開催要領では、1シーズン制およびソフトバンク3軍との交流戦が4試合となることを除けば前年と大きな変更はなく、ダブルヘッダーや雨天振替試合を7イニング制で実施するのは前年と同じである。一方、6月15日の時点で発表した7月9日までの日程は、新型コロナウイルス感染防止の観点から無観客で開催し、開催球場も公表しなかった。7月10日から有観客で開催されたが、7月13日に高知の選手のPCR検査陽性が発覚して、高知の試合は同月中中止となった。さらに、7月22日には香川県内での新型コロナウイルス感染拡大に伴い、同月中の香川の主催試合が無観客に変更された。
2021年度は、雨天振替試合について「両チームが代替試合の日程を公表するまでに合意した場合」には9イニングでの開催も可能とされ（ダブルヘッダーの場合は非適用）、2022年度以降も同様である。
指名打者制を採用している。また発足時より予告先発を実施しており、通常は試合前日に発表される（前日に試合がある場合は7回終了時点に発表）。ソフトバンク杯では予告先発はおこなわない。
2009年シーズンより、従来よりも反発力を強めたボールを使用した。理由について、NPBの使用球とのギャップを減らし、質の高い野球を見せるためであると鍵山CEOは新聞の取材でコメントした。前記の通り2021年からは、日本独立リーグ野球機構 (IPBL)が採用した統一球を使用する。リーグ代表の馬郡は2023年の取材において「公式球も安価な『飛ばないボール』だったが、投手有利となり、スカウトに公平に見てもらえないとしてNPB規格球に近づけた」と述べている。

### 優勝決定方式

#### シーズン優勝
引き分け試合を除いた勝率（2012年以降はNPB3軍との定期交流戦を含む）で決定する。最高勝率が等しいチームが複数発生した場合は、
1. 最高勝率球団間の対戦勝率
2. 当期の得失点差
3. 当期の総得点数

の順に優劣を比較し、優位なチームが優勝となる。2014年前期に徳島と香川が最高勝率で並び、初めてこの規定が適用されて直接対戦成績が優位だった徳島が優勝した。
なお、2シーズン制が開始された2006年当時は、最高勝率が等しいチームが発生した場合は両チームによるプレーオフ1試合を実施して優勝チームを決定するという規定が存在したが、適用実績なく現行ルールに変更されている。

#### 年間総合優勝
2006年度以降の2シーズン制では、前期・後期それぞれの優勝チームが年間優勝を賭けてリーグチャンピオンシップを争う。前期、後期とも同じチームが優勝の場合は、年間勝率2位のチームとのリーグチャンピオンシップとなる。また、2シーズン制の制約で、前後期の優勝チームが異なる場合でも年間優勝チームが年間勝率1位ではないケースが発生する。
リーグチャンピオンシップでの延長戦の扱いは年度によって以下のように変わっている。なお、実際に初めて延長戦が行われたのは2009年（第2戦）である。
- 2006年と2009年から2023年まで - 原則として実施するが、使用球場の条件によってある時間以降は新たなイニングに入らない。
- 2007年・2008年 - 初戦からどちらかが王手をかけるまではレギュラーシーズン同様延長戦を行わない。王手をかけてからは延長戦を実施（ただし、使用球場の条件によって制限あり）。
- 2024年 - タイブレーク（開始設定は無死一・二塁）で実施し、15回まで実施して決着が付かない場合は引分け。

また、2009年のリーグチャンピオンシップからは優勝の条件が細かく定められ、
- 5試合終了時に引き分け等によっていずれかが3勝していなくてもその時点の勝敗で優勝を決定
- 5試合終了時に対戦成績五分の場合は、予備日に1試合を実施してその勝敗で優勝を決定
- 雨天等で予備日を含めて日程を終了できなかった場合はその時点の勝敗で優勝を決定
- 予備日を含めて対戦成績が五分の場合は下記の順に優位なチームが優勝
  1. チャンピオンシップの失点率（総失点÷総イニング数）
  2. 当期公式戦年間通算勝率
  3. 当期公式戦の該当カードの対戦成績

とされた。この条件は、後述の試合数変更後も（チャンピオンシップの実施試合数・勝利数の箇所を除いて）そのまま受け継がれている。
2019年に開催試合数や開催球場に変更があったため、これらの点については2018年までと2019年以降（2020年は除外）に分けて説明する。
2007年 - 2018年
全5試合3戦先勝制。前後期を連覇した場合、前期、後期の両ステージとも優勝したチームに1勝のアドバンテージが与えられるため、年間1位チームは試合で2勝すれば年間総合チャンピオンとなった。
前後期優勝チームと年間勝率2位チームの対戦となる場合の主催試合については、2012年までは年間勝率2位チームが第1戦、前後期優勝チームが第2戦以降で両チームが必ず1試合は開催する方式であったが、2013年からは前後期優勝チームが最初の2試合、年間勝率2位チームが第3戦以降を開催する形に変更され、年間勝率2位チームは連敗するとホームゲームがおこなえなくなった（実際に適用されたのは2014年が最初）。2016年度のリーグチャンピオンシップは前後期優勝した愛媛が2勝0敗で制し、初めて1チームのホームゲームのみで終了した。前期を徳島が制した2017年は、後期優勝チーム決定前の9月2日の時点で、初戦は徳島ホームながら、愛媛が出場する場合に限って第2戦・第3戦を愛媛ホーム、第4戦以降を徳島ホームで実施すると発表された。実際には香川が後期優勝したため適用はなかった。
2019年以降
2019年5月30日のリーグ発表において、2019年のチャンピオンシップ開催要項が明らかになった。それによると、全3試合2戦先勝制となる。前後期を連覇したチームには従来同様1勝のアドバンテージがあり、試合で1勝すれば年間総合優勝となる。
開催球場は、第1戦は前期優勝チーム、第2戦は後期優勝または年間勝率2位チーム(前後期連覇したチームが出る場合)、第3戦は出場チームのうち年間勝率が高いチームのホームでの開催となる。
2シーズン制に復した2021年も2019年と大筋では同じだが、第2戦の開催球場は「後期優勝チーム」のみとなっており、前後期優勝チーム対年間勝率2位チームの場合は前後期優勝チームのみがホームゲームを実施する形となる。第3戦の開催球場は前期優勝チームのホームに変更された。2021年7月21日に発表された開催要項では、チャンピオンシップに「トリドール杯」という冠称が付くことが明らかにされた。2022年度以降も2021年と同じ規定であるが、実際の開催に際しては「前後期優勝チーム対年間勝率2位チーム」の対戦の場合、第2戦を年間勝率2位チームのホームで実施している（2023年度は初戦で決着したため、実際にこの組み合わせで第2戦が実施されたのは2024年）。

### その他
公式戦・チャンピオンシップ・交流戦以外に、開幕前に3球団以上を集めたプレシーズンマッチを、2009 - 2010年と2014 - 2016年におこなっている（実施形式は2010年が総当たり、それ以外はトーナメント）。2017年は高知が他の3チームと試合する形式となり、順位決定はおこなわれなかった（3試合中2試合が雨天中止）。また、2019年6月29日には、香川・徳島選抜の「EAST」と愛媛・高知選抜の「WEST」による「4球団東西対抗交流戦」が丸亀市民球場で開催された（EASTが勝利）。
2008年シーズンから、公式戦のスコアブックをリーグ公式ホームページ上にPDFファイル形式で掲載した。ただし、2016年のホームページリニューアルに伴い、2008年 - 2015年のデータは閲覧できなくなった（移行直後はURLを変更した旧サイトで閲覧可能だったが、2018年2月に公開を停止した）。しかし、2023年シーズンからはYahoo!JAPAN内のスポーツナビへのリンクに変更され、スコアブックの掲載は取りやめられた。

## 選手
日本野球機構（NPB）を目指す野球経験者をトライアウトで獲得する。4球団で約100人。リーグ発足時はトライアウト参加資格が17歳から24歳とされ、1チームの保有枠は25人だった。2008年度のトライアウトからは年齢制限が29歳に引き上げられ、各チームの保有選手枠が30人まで拡大された。これはリーグの拡張に伴う措置である。2009年度のトライアウトでは「満15歳以上の義務教育を終了した男性」と年齢の制限が大幅に緩和された。2010年度からは「満15歳以上の野球経験者（義務教育終了）」となり、野球経験者に限定する一方で性別の制限を撤廃している。ただし、女性選手の保有実績はまだない。前記の通り、2014年からは保有選手枠が再び25人に戻されている（2020年からは27人）。
リーグ発足当時は、四国4県の出身者は原則として「自分の出身県のチーム」に所属していた。リーグ初年度は選手紹介の際にその旨が紹介され、スターティングメンバーでなくても、指名打者・代打・中継投手など、何らかの形で試合に出ることが多かった。これは「地元密着」というリーグ方針によるものだった。2007年のシーズンからは自県選手優遇の傾向は見られなくなった。2018年にベースボール・チャレンジ・リーグ（BCリーグ）と合同でドラフト会議を実施する際、BCリーグが導入していた「地元枠」（出身地・出身校・帰省先が該当球団の所在県の選手）制度を容認し、同年のドラフト会議では徳島がこの制度で1人を指名した。
2020年は、全国レベルの高校野球大会が中止となったことを受け、スポンサーのトリドールホールディングスとともに、四国4県の高校生を対象に、参加費無料のトライアウトを実施した。
初年度には各チームの指導者が選手のNPBに向けた潜在能力を評価・序列化した「プロスペクト」を公表したが、2年目以降は行われていない。
2006年5月から元NPB所属選手も受け付けることになった。NPB経験者については、当初よりトライアウト時の年齢制限がない。NPB経験選手第1号は元広島東洋カープで香川に入った天野浩一。2009年8月には元阪神タイガースの伊良部秀輝が高知に入団し、NPBで個人タイトルを獲得した選手としては初の加入者となった。同年福岡に入団した元福岡ソフトバンクホークスの山田秋親は、シーズン終了後にトライアウトを経て千葉ロッテマリーンズに入団した。アイランドリーグに所属した元NPB選手でNPBに復帰した最初のケースとなった。2013年、愛媛に在籍した金森敬之が2例目となる。2015年には、MLBを自由契約となった藤川球児（元阪神タイガース）が前期終了後に加入し、シーズン終了後に阪神に復帰している。2020年に香川に所属した歳内宏明（元阪神タイガース）はシーズン途中に東京ヤクルトスワローズに入団し、在籍シーズン中にNPBに復帰した初の事例となった。
日本野球連盟加盟のクラブチーム（社会人野球）所属者が、当リーグを含む独立リーグに直接移籍する場合にはクラブチームでの在籍年数制限をクリアするか、「円満退部」を証明する書類が必要となる（前者は2009年から、後者は2010年から。詳細は独立リーグ#日本野球連盟の独立リーグに対する扱いを参照）。2011年に育成選手指名が困難となった星野雄大（当時伯和ビクトリーズ）は、クラブからの承諾を得て2012年に香川に入団した。星野は同年のプロ野球ドラフト会議で支配下登録枠で指名を受けている（後述）。

### 選手契約
契約の締結・解除はシーズンオフの契約満了時やトライアウト時だけでなく、シーズン途中での契約やシーズン中を含む契約期間途中での契約解除となるケースもある。シーズン途中の入団の場合には2008年度以前より年齢制限に拘らないとしていた。前記の通り、2014年からは登録枠を外れた場合は練習生扱いとなる。
リーグ内での選手の移籍は2年目より随時・適宜実施されていたが、2008年8月より「リーグチャンピオンシップ終了翌日から翌年シーズン後期開幕日前日まで（2008年度のみ特例として8月末まで）」と明確化された。この段階では、いったん戦力外通告によりあるチームとの契約を解除された選手が他のチームと契約することについては期間の制限はなかった。同年11月になって、退団した選手がリーグの他球団でのプレーを希望する場合は旧所属球団の申請に基づいてリーグがウェーバー公示を行い、一週間以内に獲得希望球団が出た場合はその球団が交渉権を獲得（複数の場合は希望球団間で調整）、出なかった場合は他の球団も含めて交渉を可能とするルールが定められた。
MLB球団に保有権がある等の理由で期間限定のスポット契約で参加した選手として多田野数人（2006年、徳島）・松尾晃雅（2008年、香川）がいる（松尾については旧所属への復帰）。また、2015年に高知に入団した藤川球児については、入団当初は1試合単位でのスポット契約（無報酬）であったが、後期開幕直後の8月4日にリーグ基準に則った形の契約（無報酬は継続）を締結した。

### 報酬
2007年度生のトライアウト要項では「報酬支払い対象期間は契約期間内2 -11月の10か月間、その間契約選手の最低保障は『月額10万円と住居提供』、さらに試合でのパフォーマンス等に応じて実績給を支払う予定」となっていた。
2009年度生のトライアウト要項では「報酬支払い対象期間は契約期間内3 - 10月の8か月間、契約選手の報酬は『月額10万円 - 40万円（個別決定、シーズン中も変動あり）』と改められ、2016年現在まで同様。選手は個人事業主として、国民健康保険ならびに国民年金に各自加入するよう明記されている。報酬額はBCリーグとほぼ同水準とされている。
広尾晃の取材記事（香川の球団社長インタビュー）によると、2019年シーズンより現役選手の兼業を認めたという。
2021年シーズンよりBCリーグの報酬体系に合わせて規約を改正し、副業をする前提で報酬を抑制する（無報酬含む）選手契約が可能となったが、2021年3月時点では無報酬を採用する見込みの球団はないと報じられている。

### 外国人選手
リーグではいわゆる「助っ人」としての外国人選手としてではなく一選手として外国籍の選手にも門戸が開かれている。ただし、リーグ発足当時は外国人選手を認めておらず、受け入れを開始したのは2年目の2006年からである。リーグでは積極的な外国人選手の受け入れを進めている。2008年12月には、チーム数が減少する台湾プロ野球選手の受け皿という目的で、台湾で初の海外トライアウトを実施した。
外部組織との連携での受け入れもあり、カープアカデミー（ドミニカ共和国）からは2007年 - 2016年、オーストラリア野球連盟からは2007 - 2008年に選手を受け入れている。また、野球が普及途上にあるジンバブエやミャンマー、ブルキナファソの選手の在籍実績もある。
2009年にカープアカデミー出身のディオーニ・ソリアーノが育成選手として広島東洋カープに入団し、リーグに在籍経験のある外国人選手としては初のNPB入団者となった。なお、2008年のドラフトでNPBに入団した金無英は日本の学校を卒業したため日本人選手扱いである。
リーグの鍵山誠CEO（当時）は、2011年12月にウェブに寄稿した文章の中で、NPBにアピールする機会を設けるため、2012年シーズンより米国の独立リーグ出身の選手を各球団で雇う方針であると表明し、同シーズンに入団が実現している。その一人である香川のアレッサンドロ・マエストリは2012年7月にオリックス・バファローズに入団した。シーズン中にリーグに在籍する外国人選手がNPBに入団するのはマエストリが初めてである。しかし、リーグが直接外国人選手を一括採用する方針は、選手の「助っ人」的な意識があり、「チャレンジの場」を提供するというリーグのコンセプトと折り合わないため、このシーズンで取り止めた。
在籍経験のある外国人選手（元NPB在籍者は除く）のうち、2016年までに8人がNPBに入団している。なお、うち1人はBCリーグ経由である。また、2015年には高知に所属していたアブナー・アブレイユ（元・埼玉西武ライオンズ）がシーズン終了後に読売ジャイアンツと育成選手契約を結び、元NPBの外国人選手が当リーグを経由してNPBに復帰した最初の事例となった
2013年から2014年まで、ベースボール・チャレンジ・リーグと共同で、毎年11月にアメリカ合衆国で海外トライアウトを実施した。2015年以降は海外トライアウトはアイランドリーグ単独での実施となっている。2016年には高知が球団独自の海外トライアウトを韓国とアメリカ合衆国で実施している。
また、外国人選手も対象としたウィンターリーグ（トライアウトリーグ）を2013年から2015年まで実施した（詳細は後述）
IBLJ取締役の荒井健司（徳島の共同オーナー）は2015年の雑誌の取材で、アメリカ独立リーグなど外国リーグの選手がNPBやMLBに移るまでの「トランジット」としてリーグが機能する可能性に言及した。
2010年代後半には、台湾プロ野球初の2000本安打達成者である張泰山や、MLBのスラッガーだったマニー・ラミレスら、外国トップリーグで成績を残した選手が在籍するケースも出ている。
ライターの阿佐智は2020年12月にYahoo!ニュースに寄稿した文章で、過去のアイランドリーグ・BCリーグ在籍外国人選手の例から、独立リーグ在籍の外国人選手はNPBへの入団を目指すケースが多く見られるが実際に入団できた例はきわめて少ないと指摘している。

### 表彰
主な投打の部門成績最上位者、ベストナインおよびMVPには表彰制度がある。MVPについては、2シーズン制を導入した2006年から2018年までは年間と前後期で合計3人を表彰していたが、2019年より前後期のMVP表彰はなくなっている。なお、表彰対象となる規定打席数と規定投球回数については、リーグ発足当初はNPB1軍と同じ計算方式であったが、2006年シーズンからNPB2軍の計算方式に変更されている。
また、ノーヒットノーランやサイクル安打の達成者はリーグのニュースリリースで告知されている。
ノーヒットノーラン達成者
ノーヒットノーラン#四国アイランドリーグplusを参照。
サイクル安打達成者
- フレデリク・アンヴィ（高知） - 2014年6月15日 対愛媛戦（川之江球場）[219]
- ジェラルド･メヒア（愛媛） - 2025年6月24日 対香川戦（丸亀市民球場）[220]

## NPBドラフト指名選手
2005年
- 西山道隆（愛媛） - 福岡ソフトバンクホークス育成2位（2009年退団）
- 中谷翼（愛媛） - 広島東洋カープ育成1位（2013年退団）

リーグ初年度である2005年度のドラフトでは支配下登録枠での指名はなかったが、この年より創設された育成選手制度のための育成ドラフトで愛媛・西山、同じく愛媛・中谷が指名を受けた。2人とも後に支配下登録されている。
2006年
- 角中勝也（高知） - 千葉ロッテマリーンズ大学・社会人7位
- 深沢和帆（香川） - 読売ジャイアンツ大学・社会人5位（2008年退団）
- 伊藤秀範（香川） - 東京ヤクルトスワローズ育成1位（2008年退団）

大学・社会人ドラフトで香川・深沢、高知・角中が指名され、初の支配下登録枠でのドラフト指名選手を出した。また育成ドラフトでは香川・伊藤が指名された。伊藤は2007年のシーズン中に支配下登録されている。深沢は2009年に香川に復帰、アイランドリーグからNPB球団入りした選手として初の出戻りとなった。
2007年
- 三輪正義（香川） - 東京ヤクルトスワローズ大学・社会人6位（2019年引退）
- 小山田貴雄（高知） - 東京ヤクルトスワローズ育成1位（2009年退団）
- 宮本裕司（高知） - 千葉ロッテマリーンズ育成2位（2011年退団）
- 小林憲幸（徳島） - 千葉ロッテマリーンズ育成3位（2009年退団）
- 白川大輔（高知） - 千葉ロッテマリーンズ育成4位（2009年退団）
- 梶本達哉（愛媛） - オリックス・バファローズ育成1位（2011年退団）

大学・社会人ドラフトで香川・三輪が指名され、2年連続の支配下登録枠でのドラフト指名となった。また育成ドラフトでは5人の選手が指名された。徳島・小林はチーム初の指名者で、育成枠を含めると4チームすべてから指名者を出した。梶本は2008年のシーズン中に、宮本は2009年のシーズン開始前に支配下登録された。
2008年
- 西川雅人（愛媛） - オリックス・バファローズ5位（2012年退団）
- 金無英（福岡） - 福岡ソフトバンクホークス6位（2015年オフに楽天に移籍、2016年退団）
- 森田丈武（香川） - 東北楽天ゴールデンイーグルス育成1位（2011年退団）
- 塚本浩二（香川） - 東京ヤクルトスワローズ育成2位（2010年退団）
- 生山裕人（香川） - 千葉ロッテマリーンズ育成4位（2012年退団）
- 堂上隼人（香川） - 福岡ソフトバンクホークス育成5位（2012年退団）

愛媛・西川と福岡・金が指名され、両チームとも初の支配下登録枠でのドラフト指名となった。また育成ドラフトでは香川から4人の選手が指名された。一度に一球団から4人の指名は当時リーグ史上最多だった。堂上は2009年のシーズン開幕前に、森田は同年シーズン中に支配下登録された。
2009年
- 福田岳洋（香川） - 横浜ベイスターズ5位（2013年退団）
- 荒張裕司（徳島） - 北海道日本ハムファイターズ6位（2016年退団）
- 松井宏次（長崎） - 東北楽天ゴールデンイーグルス育成1位（2011年退団）

香川・福田と徳島・荒張が指名された。また育成ドラフトでは長崎・松井が指名され、チーム初の指名者となった。これにより育成枠を含めると九州拡張後の6球団すべてから指名者が誕生したことになる。
2010年
- 大原淳也（香川） - 横浜ベイスターズ7位（2012年退団）
- 弦本悠希（徳島） - 広島東洋カープ7位（2013年退団）
- 靍岡賢二郎（愛媛） - 横浜ベイスターズ8位（2015年引退後、2019年のみ現役復帰）
- 岸敬祐（愛媛） - 読売ジャイアンツ育成1位（2013年退団後、2014年はロッテ育成選手、同年退団）
- 安田圭佑（高知） - 福岡ソフトバンクホークス育成1位（2014年退団）
- 上野啓輔（香川） - 東京ヤクルトスワローズ育成2位（2012年退団）

ドラフトと育成ドラフトで各3人ずつが指名された。高知からの指名は3年ぶりで、長崎を除く四国4球団から指名者が出た。香川・愛媛は支配下枠と育成枠各1人ずつで、複数のチームから複数の指名者が出るのは初めてである。岸は2012年のシーズン中に支配下登録された。靍岡は引退後の2018年シーズンよりコーチに就任し、アイランドリーグNPB球団入りした選手として初のNPBコーチ就任となった。
2011年
- 冨田康祐（香川） - 横浜ベイスターズ育成1位（2014年退団）
- 富永一（徳島） - 広島東洋カープ育成1位（2013年退団）
- 亀澤恭平（香川） - 福岡ソフトバンクホークス育成2位（2014年オフに中日ドラゴンズに移籍、2019年退団）
- 中村真崇（香川） - 広島東洋カープ育成2位（2013年退団）
- 西森将司（香川）- 横浜ベイスターズ育成2位（2019年退団）
- 土田瑞起（愛媛） - 読売ジャイアンツ育成3位（2017年退団）
- 飯田一弥（高知） - 福岡ソフトバンクホークス育成7位（2013年退団）

育成ドラフトで四国4チームから7人が指名された。人数は当時リーグ史上最多だったが、リーグが発足した2005年以来6年ぶりに支配下登録枠での指名がなかった。西森と冨田は2013年のシーズン中に、また土田は2014年のシーズン開幕前に支配下登録された。亀澤は2014年シーズン終了後、育成契約期限による自由契約公示後に中日のテストを受け、支配下登録での選手契約を結んだ。
2012年
- 星野雄大（香川） - 東京ヤクルトスワローズ5位（2017年退団）
- 水口大地（香川） - 埼玉西武ライオンズ育成1位（2020年退団）

支配下登録枠の指名者が2年ぶりに出る。指名者の出身が1球団のみとなるのは初年度以来。水口は2015年のシーズン中に支配下登録された。
2013年
- 又吉克樹（香川） - 中日ドラゴンズ2位（FA権行使により2022年より福岡ソフトバンクホークス）
- 東弘明（徳島） - オリックス・バファローズ育成1位（2014年退団）

支配下登録・育成枠各1人は前年と同じ。又吉の2位指名はリーグのドラフト指名者として過去最高順位である。
2014年
- 寺田哲也（香川）- 東京ヤクルトスワローズ4位（2016年退団）
- 入野貴大（徳島）- 東北楽天ゴールデンイーグルス5位（2018年退団）
- 山本雅士（徳島）- 中日ドラゴンズ8位（2018年退団）
- 篠原慎平（香川）- 読売ジャイアンツ育成1位（2018年退団）

支配下枠3人は4年ぶり。また徳島はリーグで初めて、一度に複数の支配下枠指名者を輩出した。篠原は2017年のシーズン中に支配下登録された。
2015年
- 松本直晃（香川） - 埼玉西武ライオンズ10位（2019年退団）
- 大木貴将（香川） - 千葉ロッテマリーンズ育成1位（2019年退団）
- 増田大輝（徳島） - 読売ジャイアンツ育成1位
- 赤松幸輔（香川） - オリックス・バファローズ育成2位（2017年退団）
- 吉田嵩（徳島） - 中日ドラゴンズ育成2位（2018年退団）
- 松澤裕介（香川） - 読売ジャイアンツ育成3位（その後入団を辞退[注 2]）

香川の合計4人指名は4年ぶり。また、4年連続で支配下枠指名者を輩出した。指名者の所属球団は3年連続で香川と徳島であった。大木は2016年のシーズン中に、増田は2017年のシーズン中に、それぞれ支配下登録された。
2016年
- 福永春吾（徳島） - 阪神タイガース6位（2020年退団）
- 木下雄介（徳島） - 中日ドラゴンズ育成1位（2021年在籍中に死去）
- 松澤裕介（香川） - 読売ジャイアンツ育成8位（2018年退団）

指名対象者の所属球団は4年連続して香川と徳島となった。前年指名を受けながら故障により入団を辞退した香川の松澤は、1年を経て再び巨人より指名を受けた。木下は2018年の開幕前に支配下登録された。
2017年
- 伊藤翔（徳島） - 埼玉西武ライオンズ3位（2024年退団）
- 大藏彰人（徳島） - 中日ドラゴンズ育成1位（2020年退団）

徳島から2人が指名された。指名対象者の所属球団が1球団のみとなるのは2012年以来3度目。徳島は5年連続で指名者を輩出する一方、香川は2006年から続いていた指名が途絶えた。
2018年
- 鎌田光津希（徳島） - 千葉ロッテマリーンズ育成1位（2020年退団）

6年連続で徳島が指名者を輩出したが、2011年以来7年ぶりに支配下登録枠での指名がなく、指名者1人は過去最少である。
2019年
- 上間永遠（徳島） - 埼玉西武ライオンズ7位
- 岸潤一郎（徳島） - 埼玉西武ライオンズ8位
- 平間隼人（徳島） - 読売ジャイアンツ育成1位（2022年退団）
- 畝章真（香川） - 広島東洋カープ育成3位（2021年退団）

徳島から合計3人、香川から1人が指名され、2年ぶりに支配下登録枠での指名者が出た。徳島からの指名は7年連続、香川からは3年ぶりとなる。支配下登録枠で1球団から複数の指名者を出すのは5年ぶり。また上間は「高卒1年目で支配下枠指名」で、リーグでは2017年の伊藤翔以来となる。平間は2021年のシーズン中に支配下登録された。
2020年
- 行木俊（徳島） - 広島東洋カープ5位（2023年退団）
- 石井大智（高知） - 阪神タイガース8位
- 戸田懐生（徳島） - 読売ジャイアンツ育成7位

徳島から2人、高知から1人が指名される。徳島からの指名は8年連続となり、支配下枠では2年連続で指名された。高知からの指名は2011年以来9年ぶりとなる。戸田は2021年のシーズン中に支配下登録された。
2021年
- 古市尊（徳島） - 埼玉西武ライオンズ育成1位
- 村川凪（徳島） - 横浜DeNAベイスターズ育成1位（2024年退団）
- 宮森智志（高知） - 東北楽天ゴールデンイーグルス育成1位

3年ぶりに支配下登録枠の指名がなく、育成で徳島から2人、高知で1人が指名された。育成も含め、徳島は9年連続、高知は2年連続での指名となった。宮森は2022年、古市は2023年のシーズン中に支配下登録された。
2022年
- 上甲凌大（愛媛） - 横浜DeNAベイスターズ育成1位
- 日隈モンテル（徳島） - 埼玉西武ライオンズ育成2位
- 中山晶量（徳島） - 北海道日本ハムファイターズ育成2位
- 茶野篤政（徳島） - オリックス・バファローズ育成4位

前年に続いて育成のみの指名となり、徳島から3人、愛媛で1人が指名された。育成も含め、徳島は10年連続、一方愛媛は11年ぶりの指名となった。茶野は2023年のシーズン開幕前に、上甲は開幕後に、日隈は2025年シーズン中に、それぞれ支配下登録された。
2023年
- 椎葉剛（徳島） - 阪神タイガース2位
- 宮澤太成（徳島） - 埼玉西武ライオンズ5位
- 井上絢登（徳島） - 横浜DeNAベイスターズ6位
- シンクレアジョセフ孝ノ助（徳島） - 埼玉西武ライオンズ育成1位
- 谷口朝陽（徳島） - 埼玉西武ライオンズ育成2位
- 菊田翔友（愛媛） - 中日ドラゴンズ育成2位
- 宇都宮葵星（愛媛） - 読売ジャイアンツ育成2位
- 河野聡太（愛媛） - オリックス・バファローズ育成5位
- 藤田淳平（徳島） - 福岡ソフトバンクホークス育成7位

3年ぶりに支配下枠での指名者が誕生し、徳島から6人、愛媛から3人が指名された。合計9人の指名はリーグ史上最多、また徳島の6人は同年度の同一球団からの指名者数としてリーグでは最多で、支配下枠3人も同じく最多である。椎葉の支配下2位指名は、2013年の又吉と並ぶリーグ最高順位となった。徳島からの指名は11年連続（香川の記録と並ぶ）、愛媛は2年連続となった。
2024年
- 加藤響（徳島） - 横浜DeNAベイスターズ3位
- 中込陽翔（徳島） - 東北楽天ゴールデンイーグルス3位
- 若松尚輝（高知） - 横浜DeNAベイスターズ4位
- 矢野泰二郎（愛媛） - 東京ヤクルトスワローズ5位
- 工藤泰成（徳島） - 阪神タイガース育成1位
- 嶋村麟士朗（高知） - 阪神タイガース育成2位
- 廣澤優（愛媛） - 東京ヤクルトスワローズ育成2位
- 川口冬弥（徳島） - 福岡ソフトバンクホークス育成6位

徳島・高知・愛媛から、支配下枠4人・育成枠4人が指名され、支配下枠の指名者数はリーグ最多を更新した。高知からは3年ぶりに指名者が出た。工藤は2025年の開幕前に支配下登録された。
なお、当リーグから他の独立リーグに移った後にNPBドラフト指名を受けた選手に、松井聖（香川から信濃グランセローズに移った後、2020年にヤクルトより育成指名）と濱将乃介（高知から福井ネクサスエレファンツに移った後、2022年に中日より支配下指名）がいる。

### 指名時の契約
アイランドリーグ所属の選手がNPB球団に入団した場合、選手がプロ野球球団から受け取る契約金と初年度年俸の一部をアイランドリーグの所属球団に支払う契約となっている。アイランドリーグに支払う金額や割合、アイランドリーグとの契約解除後にプロ入りした場合の扱い、NPB以外のプロ球団と契約した場合の扱い等、詳細については明らかにされていない。2006年のドラフトで香川からNPB入りした2人の選手の場合、契約金と初年度年俸の2割が香川の収入になったと報じられている。

## メジャーリーグ機構への移籍者
2008年になり、メジャーリーグベースボールの一部の球団が、選手の供給源としてアイランドリーグを視野に入れていると報じられるようになった。その中で、同年3月に香川の松尾晃雅がボストン・レッドソックスとマイナー契約を結び、リーグからメジャーリーグ機構に所属する球団に進む第一号となった。松尾は2008年のシーズン、レッドソックス傘下の1A球団であるグリーンビル・ドライブでプレーした（同年限りで引退）。
同じ香川の堂上隼人についても2008年2月にレッドソックスがマイナー契約での獲得を求めて交渉中と報じられたが、そのシーズンは香川に残留し、シーズン終了後に福岡ソフトバンクホークスから育成選手枠で指名されたため、メジャーリーグ入りは実現しなかった。
2015年11月22日にサンディエゴ・パドレスが高知市内で実施したトライアウトには、高知と香川の選手が参加した。NPB退団者も含めて実施されたトライアウトについては「埋もれた才能の発掘」が狙いと報じられている。「結果は2、3日後」とされていたが、リーグから参加した選手の合格はなかった。

## 発足当時の課題とその後
リーグ発足当時、運営上で抱える主要な課題として挙げられていた項目を記述する。

### 入場者数
2005年度の公式戦180試合の総観客動員数は19万1194人・1試合平均1068人で、開幕前に目標とした14万4000人を上回ったが、無料券を40万枚配布しており、その券での入場者が全体の約6割を占め、売り上げが伸びなかった。
そのため2006年度は無料券を大幅に減らし、有料の入場者数を増やす事で売り上げを増やす方針を採った。またその他にも前年の反省を踏まえて、集客の多い金土日の三連戦を基本に日程を組み、香川の主催試合でシャトルバスを運行するなど利便性の向上に努めた。しかし、新たな需要を掘り起こすには至らず、最終的に2006年度のリーグ戦180試合の平均入場者数は806人、リーグチャンピオンシップ4試合の平均観客数は1835人だった。前年の1試合あたりの入場者数1068人を下回ったが無料券の配布を前年より抑えたため全体の入場料収入は改善された。ただし採算ラインと予想されていた1試合あたりの入場者数1500人からは大きく下回る結果となった。
2007年度のリーグ戦180試合の平均入場者数は1100人となり、リーグ記録を更新した（リーグチャンピオンシップ2試合の平均は2000人）。10月31日のリーグ首脳の記者会見によると観客の約4割が無料券によるものである。採算ラインには届かないものの、2006年の分社化により各チームが取り組んできた集客策が功を奏した面がうかがえた。2016年度終了の時点で、このシーズンの平均入場者数がリーグ最多記録となっている。球団別では香川が1500人台、愛媛・徳島が1000人台を記録したのに対し、高知は前年に続いて500人台に留まった。
2008年度はリーグ拡張による集客が期待されたが、新加入の九州2球団はいずれも1試合平均が500人前後にとどまった。また新たな経営者を迎えた高知も前年よりもさらに少ない1試合平均338人となった。なお、高知球団は本年度よりそれまでリーグの慣行だった「入場者数に選手・スタッフ・ボランティアを含める」ことを取りやめ、完全な実数のみに変更している。このほか、無料券の配布を前年より抑えた影響もあり、リーグ戦240試合の平均入場者数は886人と前年の水準を下回った。四国4チームに限ると1076人で、前年より微減となった。リーグチャンピオンシップ3試合の平均入場者数は3009人で過去最多だった。
2009年度はリーグ全体での入場者数は前年より12%減の18万7649人（1試合平均782人）で、1試合平均の数値はリーグ発足以来最低となった。優勝した高知・長崎は前年比で増加となったが、従来安定した動員の香川・愛媛・徳島の落ち込みが大きかった。リーグチャンピオンシップ3試合の平均入場者数は897人だった。
2010年度はリーグ主催試合190試合（交流戦のうちJFBL主催分を除く）の入場者数は12万0195人（1試合平均633人）と1試合平均で前年より20%減となった。1試合平均では高知を除く4球団が前年度より20%以上低下し、特にスポンサーが撤退した徳島と経営危機が表面化した長崎は落ち込みが大きかった。リーグチャンピオンシップ2試合の平均入場者数は1244人だった。当年度の落ち込みについて鍵山CEO（当時）は、夏の酷暑でデーゲームの集客に影響があったことを挙げている。また、無料券で客を増やすことと有料入場者を増やすこととのバランスについてはまだ各球団とも試行錯誤しているとも述べている。
2011年度は1試合平均の観客は532人（ソフトバンクホークス3軍との交流戦を含む）となり、もっとも多かった2007年度の半分以下となった。これについて鍵山CEOは、無料券の配布を抑制して有料観客を増やす努力により動員減でも収支は改善しているが、経営が安定してくれば試合を見てもらう機会を増やしていくことも必要であると2011年12月の文章で述べている。
2012年度以降、1試合平均の観客（リーグ球団主催の定期交流戦やポストシーズン戦を含む）は、2012年度は581人、2013年度は558人、2014年度は563人、2015年度は597人、2016年度は553人で、550 - 600人の間で推移した。2017年度はマニー・ラミレスの高知入団などにより増加し、1試合平均が7年ぶりに600人を超える621人となった。2018年度はマニー・ラミレスの効果がなくなり、1試合平均は521人となった。2019年3月の記者会見資料では「年間7万5000人」「1試合平均500数十人」を「現状の実力値」と記している。2019年度は前年より微減の1試合平均504人だった。
2015年にリーグCOO（当時）の小崎貴紀は雑誌のインタビューで、香川の経営に携わっていた2006 - 2008年には広告宣伝費を投じて1試合平均で1500人（2008年）を集めたものの採算に合わなかったと述べ、「観客動員ありき」のビジネスモデルから方針を転じたことを認めている。
2020年のシーズンは新型コロナウイルス感染拡大の影響で無観客で開幕し、有観客に移行後も従来よりも入場者は大きく減少した。IBLJ社長の馬郡健は「コロナの影響があってもなくても、リーグ、球団が真剣に考えていかなければいけない問題だ。観客に楽しんでもらえる環境を、もう一度ゼロからつくっていきたい。」と述べている。

### NPBへの移籍選手人数
発足当時、NPBへの人材供給をリーグの目的としたことから、この点には大きな関心が寄せられたが、初年度のドラフト指名は育成選手2人だった。以後、2024年までの20年間で、育成選手を含めて延べ84人（実数83人）がNPBのドラフトで指名を受けており、年平均では4.2人となる。ポジション別内訳（以下実数）は、投手が45人（うち支配下枠19人）、捕手が13人（同4人）、それ以外の野手が25人（同6人）である。また、2023年までの支配下枠指名者25人のうち一軍公式戦出場者は19人、同じく育成指名50人のうち支配下登録を受けたのは23人（うち一軍公式戦出場者20人）となっている（いずれも2024年シーズン終了時点）。
リーグ初年度終了の頃には、指名が少ない理由の1つとして「アイランドリーグ選手の実力がどの程度か分からない」といった声があげられていた。そのため、2005年11月に行ったサーパス神戸（オリックス・バファローズ (ファーム)）との練習試合を皮切りに、2006年以降もNPB2軍チームとの交流戦を頻繁に行い、NPB関係者へのアピールの場としている。2007年からは、10月に開催される教育リーグのみやざきフェニックス・リーグにアイランドリーグ選抜チームが参加している（2021年度は見送り）。過去最高順位は2008年の7勝4敗1分、14チーム中3位。
2006年からの4年間、NPBで支配下登録された出身選手から一軍定着者が現れず、後発のBCリーグ（内村賢介が2008年に一軍に定着）の後塵を拝した。その後、2010年8月に登録された福田岳洋が初めて一軍登録抹消を経験せずにシーズンを終了した。2011年は三輪正義が開幕から主に代走として終盤まで54試合に出場、角中勝也が8月から閉幕までに主に右投手の試合でスタメン起用され（シーズン通算では51試合に出場）、野手でも一軍である程度の試合数をこなせる選手が出た。投手では金無英が8月以降に中継ぎとして9試合に登板した。2012年には角中が、国内の独立リーグ出身者として初のオールスターゲーム出場とタイトル（首位打者）獲得を実現した（規定打席到達も独立リーグ出身者として初）。翌2013年には、角中は第3回ワールド・ベースボール・クラシックの日本代表に選出された。リーグ在籍者で過去最高となるドラフト2位指名を受けて2014年に中日入りした又吉克樹は、入団1年目に9勝1敗2セーブ24ホールドの成績をあげた。この又吉の成績について、鍵山誠CEO（当時）は2014年12月の文章で「リーグから育った選手が即戦力として使える。これを証明してくれたことは、今後のリーグにとって大きなプラス材料」と記している。2016年には角中が最多安打と2度目の首位打者を獲得し、日本の独立リーグ出身者では「トップランナーの選手」と評された。このほか、亀澤恭平は中日移籍後の2015年シーズンに主に二塁手として107試合に出場している。三輪正義は2016年で実働8年を数え、出場試合数は少ないながら「スーパーサブ」とも評された。三輪は2019年シーズン限りで（戦力外ではない形で）現役を引退し、球団によるセレモニーも実施された。
IBLJ取締役の荒井健司は2015年に雑誌の取材において、リーグに所属する約100人の選手のうちNPB球団から調査書が届くのが15%、指名を受けるのが4.5%、その年は無理でも次の年に調査書が届く可能性があるのが15%で、NPBに注目されるのは上位30%であると述べている。2010年代半ばまでは、NPBに選手を輩出している点を評価して他の独立リーグから移籍する選手も見られ、寺田哲也（BCリーグ新潟→香川）・福永春吾（BFL06→徳島）はNPB入団を実現させている。2016年に福永を阪神が指名したことで、リーグ発足以来存在するNPB12球団すべてからドラフト指名がなされたことになった。
2017年のドラフト会議では、指名者総数・支配下枠指名者数のいずれにおいてもBCリーグを下回った。香川は2006年以来続いた指名が途切れ、監督の西田真二は「BCリーグのチームも増えて選手の確保が年々難しくなってきている」と述べて、他の独立リーグチームとの間で選手獲得が競争状態になっていることを示した。
2018年のドラフト会議では、指名者が育成1人のみとリーグ発足以来最少となった。7年連続して指名のない愛媛と高知には、NPB球団からの調査書も届かなかったという。リーグ理事長の坂口裕昭は、10月31日に開かれたレセプション「四国アイランドリーグplusAWARD2018」での挨拶においてこの結果を「私自身はもどかしさと悔しさでいっぱい」と述べ、原因は「いくつか明確な点がある」として来シーズンまでに「公式戦のスケジュール、練習試合を含めた試合の組み方、選手契約のあり方、フロントを含めた指導体制のあり方、野球の技術以外の人間教育を含め、育成の根本部分を見直し、改革を推し進める」と宣言した。「原因」に関して坂口は取材に対し、北米遠征を取り止めて以降の公式戦中断期間の使い方をその一つに挙げている。前年に続き6人の指名者を出したBCリーグに対しては、「同じ独立リーグからこれだけ指名されたことを喜ばしい」としながらも、「数で勝負しようとは思っていません」「質で勝負しようと思っていますし、メソッドをリーグで共有化することが大事」と述べている。2020年のドラフト会議では3人の指名（うち支配下枠2人）を得た（BCリーグは5人だが支配下枠はなし）。この結果についてIBLJ社長の馬郡健は「一定の成果は出せたと考えている。これは来季に向けたリクルートにもつながり、良い選手が集まる循環のきっかけになるはずだ。」と述べている。
2020年代には増田大輝（徳島→巨人）のように育成指名から一軍で活躍する選手も出現しており、これに関して広尾晃は、育成指名ができない社会人選手との兼ね合いや「(高年齢や故障歴などの)事情を持った選手」が多い点から、独立リーグ選手が育成指名に偏るのは避けられないとしながら、決して評価が低いわけではない（育成の中では高順位）と指摘している。2023年には徳島から育成枠で入団した茶野篤政（オリックス）が開幕前に支配下登録を受け、育成入団の新人選手としてNPB史上初めてとなる1軍開幕戦スタメン出場を達成した。

### 選手育成と地域密着との両立
当リーグは「興行としてのプロリーグ」の側面と、NPBに進める選手の育成にあたる教育リーグの側面とを合わせ持っている。
発足当時、リーグの紹介では「プロ野球選手を目指している若者に、夢を追いかける場所を提供する」ことが「最大の目的」として掲げられていた。入団年齢の上限や「選手の在籍制限は三年」という当初の条件もその一環だった。しかし、その後は地域密着の傾向を強め、現在は「リーグの役割」として「野球界の底辺拡大と選手の育成」と「地域の活性化と地域貢献、地域における人材育成」が二本立てでうたわれている。「チャレンジの場の提供」という言葉は残っているものの「最大の目的」という表現は見られなくなった。在籍制限は見送られ、年齢制限は緩和された。リーグ最多出場記録を作った高知の梶田宙は2013年のインタビューで、「NPBに行くことが難しくなっても高知の人たちのために残ってやっている」と、リーグに対する意識が在籍を通じて変化したことをコメントしている。梶田は「本当にプロ（NPB）に行けるのは一握りで、あきらめをつけられるリーグ」ではあるが、その過程で地域に根ざすことができた選手がその地域で次のステップを踏み出せるのは独立リーグのよい点だと思うとも述べている。
また、2010年代に入ってからは、他のリーグの所属歴なく長くプレーしたり顕著な成績を残した選手がリーグ在籍のまま引退した場合に、特にリーグや球団が引退を告知するケースも出ている。高尾健太・国本和俊・梶田宙・高田泰輔が該当する。梶田については、球団が背番号をリーグ初となる永久欠番に指定した。
その一方、鍵山誠CEO（当時）は2014年12月の文章で、「2年目から現行の前後期制を続けてきて、正直、リーグにいることで満足している選手が出てきているのも事実」と述べ、より厳しい環境で選手を鍛えることもレギュラーシーズン短縮や北米独立リーグへの遠征の目的だと記している。2015年2月25日の経営報告資料の中では、リーグは「世界のベースボールマーケットでの地位向上」と「四国をベースとするグローカルビジネスの確立」をめざすとしている。

### 球場の照明設備（解消済み）
リーグ発足前のIBLJの構想では各県庁所在地にフランチャイズを置き、リーグ戦は主にナイトゲームで開催する予定だったが、四国内の球場の実状が明らかになると、この構想は見直しを余儀なくされた。リーグ発足当時、四国内でプロ野球公式戦のナイトゲームを開催できる球場は、愛媛県の松山中央公園野球場（坊っちゃんスタジアム）と香川県の香川県営野球場（現・レクザムスタジアム）の2か所しかなかった。当時の徳島県内の硬式野球場のナイター設備は軟式野球用の照度で、硬式野球に適した明るさではなかった。高知県内にいたってはナイター設備のある硬式野球場は1か所もなかった。また、これらの球場はアマチュア野球が頻繁に使用しており、球場の確保にあたってはアマチュア野球の関連団体との交渉が必要となった。
そこでIBLJは各県の事情を考慮して、リーグ戦開催球場の確保に務めた。1年目の2005年度リーグ戦では、高知県内での開催球場は8か所に分散してデーゲームを、徳島県内では主に夕方に開始し試合途中から照明を入れるトワイライトゲームを、愛媛県と香川県では主にナイトゲームを開催した。2006年度リーグ戦は徳島県内の開催球場のうち、鳴門球場では主にナイトゲームを行った。
しかし、地元ファンからは「夏場のデーゲームは観戦に不向き」「仕事の関係でナイトゲームしか観戦できない」といった声があった。また照度が暗い球場で試合を行う場合、選手のプレーに影響が出るほか、打球の行方がわかりにくいためファウルボールが観客に当たる恐れがある。そのため、2005年のシーズン中に地元ファンが中心となって、高知ではナイター設備の新設、徳島ではナイター設備の照度改善の、それぞれの署名活動が行われた。
その後、徳島県では阿南市に硬式野球用のナイター設備を完備した徳島県南部健康運動公園野球場（アグリあなんスタジアム）が2007年5月に完成し、徳島インディゴソックスが主催試合を行っている。2007年度は5試合（うちナイトゲーム1試合）が開催され、2008年度はホームゲーム40試合の半数以上に当たる23試合が開催された。これにより徳島の照明設備については解決をみた。ただし、その後観客動員等の理由で2012年以降は蔵本球場をメインのホーム球場に変えている。蔵本球場では照明設備の理由から2013年のシーズンまで試合開始時刻を17時としていたが、2014年シーズンの日程からは18時に変更された。
一方、高知については地元自治体の財政事情などからナイター設備の設置が長らく具体化せず、ナイターが開催できないことが観客動員、ひいては運営に大きな影響を与えているという見方も強かった。高知球団では2007年11月より、10万人を目標に照明設備設置を求める再度の署名活動を行った。2009年3月30日、高知県の尾﨑正直知事は記者会見で高知市内の野球場への照明設備設置を求める県議会超党派の「スポーツ振興議員連盟」の要請に対し、「前向きに進むということで考え始めなければならない。迷っている段階ではなくなったのではないか」と述べて、設置に向けて高知市などと協議する考えを明らかにした。これを受けて高知市は同年4月22日に「野球場照明設備建設検討委員会」を発足させた。委員会は同年11月に、高知県立春野運動公園野球場を照明設置の第一候補とすることを決定した。その後、2010年8月の県と市の連携会議で、高知市野球場にナイター設備を2012年春に設置することで合意した。設置工事は2011年におこなわれ、2012年より高知でもナイターの開催が可能となった。これによって、発足から8年目にして全球団でナイター運営可能な環境が整った。
なお、香川県営野球場は漁業関係者への配慮から、ライト側の照明1基につき現在のところ点灯しない状態で試合を行っている。これについては特に改善を求めるような動きは公には出ていない。
2008年から2010年までリーグ戦をおこなった九州のチームについては、長崎はメイン球場である佐世保野球場、福岡は小郡市野球場・北九州市民球場、2011年のみ加入した三重は津球場公園内野球場など、いずれもナイトゲーム可能な球場を確保した上での参加だった。

### 選手を取り巻く環境
リーグ各球団は自前の練習施設をもっておらず、発足当初は練習場所の確保に苦労していた。また、徳島のように公共の練習場所が少ない地域もあり（当初は主に河川敷グラウンドを使用）、選手達がいつでも自由に練習ができる環境とは言えなかった。その後、高知では2010年から越知町が練習場所を無償提供、愛媛も愛媛銀行が自社グラウンドを提供するなど、少しずつではあるが改善がみられるようになっている。徳島は2023年に室内練習場を開設した。
住環境については民間住宅の借り上げや自治体を通じた施設の提供により、2010年現在、香川・愛媛・高知の3球団に専用の合宿所が存在する。

## 経営
発足当時の当リーグは、理念先行による運営見通しの甘さが指摘されていた。リーグ初年度となる2005年度は8000万円の黒字を見込んでいたが、シーズン終了後の2005年10月19日に香川県庁舎で開かれた記者会見で石毛代表は、入場料収入が伸び悩み、赤字になる見通しであることを明らかにした。2006年3月6日に開いた会見では、2005年度は決算見込みが3億1497万円の赤字であること、2006年度は赤字額を約1/10の3161万円に圧縮し2007年度に黒字転換を目指す方針であることなどが発表された。しかし2006年シーズン閉幕後の10月24日、香川県庁舎で行われた記者会見でも2006年度の収支が約1億5,000万の赤字となる見通しであることが発表された。
こうした赤字状況を改善するため、2年目からは抜本的な改革が断続的に行われた。2006年3月には、各球団がより地域に密着した独自経営を可能とするためにIBLJの事業部門だった各球団をIBLJの100%出資により資本金1,000万円の子会社として法人化し、各球団に興行権を委譲した（高知を除く3球団は2006年中に新たな出資者を確保）。また人件費削減も頻繁に行われており、選手給与も大きく変遷している。1年目の2005年度は一律月額12万円だった選手給与を2年目の2006年度は基本給12万円・10万円・8万円と三段階のランク制に変更、これに住居提供と試合出場等の実績に応じたインセンティブ（出来高払い）が加えられる。2007年度以降の選手給与に関しては#報酬を参照のこと。2007年6月、前年から各球団の分社化・興行権委譲に伴い2007年からサラリーキャップ（総年俸抑制）制度を敷いたと発表された。当時は上限が非公開だったが、前記の通り2009年度トライアウトより選手一名あたり月額40万円と明示されている（*チーム総年俸上限は非公開）。
これら運営方法の改善に伴って、リーグ運営の実権は当初リーグ設立の中心人物だった石毛宏典から、鍵山誠を始めとしたスポンサー等から集まった経営陣へと移行した。石毛は2006年12月に株主への説明がないまま辞表を提出、2007年3月に「現経営陣に僕の意見が通らなくなった」として社長を退任し、コミッショナーとなった。さらに、同年12月末のコミッショナー契約満了をもってコミッショナーも退任、自らが創設したリーグの運営から完全に離れることとなった。ただし現在もIBLJの株主である。また、2008年1月には愛媛マンダリンパイレーツのシニア・チームアドバイザーに就任した。
2007年度の収支について、IBLJの鍵山誠社長（リーグCEOを兼務）は10月24日の記者会見で赤字額が約1億円の見込みであることを明らかにした。経営改善策により2年連続で赤字額は減少したが、7千万円といわれる高知への経営補填金が大きな負担となっており、後述の経営者募集の要因となった。また、鍵山社長は四国内での運営による黒字転換は「不可能ではないが時間がかかりすぎる」と述べ、2008年度からのリーグ拡大の理由の一つが経営基盤の確保であることも示した。2007年度の最終的な収支は1億2300万円の赤字となる見通しであることが2008年6月に報じられた。
2008年度については同年10月31日の記者会見で鍵山社長は「1〜2億円の赤字の見込み」とした上で、「年々持続可能な経営に近づいている」と述べた。またリーグの拡張については「スムーズに運営でき、大成功」としていた。
2009年度について、鍵山社長は同年10月30日の記者会見で「2億2,000万円の赤字の見込み」と述べた。リーグ全体での売上見込は4億9,000万円で、球団別の赤字は最も少ない高知が1,600万円のほかは各球団とも4,000万円台となる見込みとされた。
2010年度について、鍵山社長は2010年12月にウェブに寄稿した文章で、香川・愛媛・高知は赤字ながら過去最高決算となる見込みであることを挙げ、軌道に乗り始めた球団とそれ以外に二極化したと述べた。同じ文章では、リーグの資本金を5億円まで増資を図ってきたこと、黒字化は長期的な目標だが当面は地域密着と人材育成を重視し、最初の10年間は長期にわたって持続可能な体制を作る「助走期間」と考えていることを記している。
2011年2月24日の記者会見では、2010年度のリーグ全体の赤字額が初めて1億円を下回る7,100万円となる見通しであることが明らかにされた。
2012年2月29日に行われた球団関係者の記者会見で、2011年度のリーグ全体（三重を除く）の収支が7,350万円の赤字であることが発表された。球団別では高知が初の黒字を計上した。
2012年度については、2013年2月25日の球団関係者の記者会見で、リーグ全体では3,360万円の赤字であることが発表された。愛媛が2011年度の高知に続いて単年度黒字となった。高知は若干ながら赤字となり、香川もグランドチャンピオンシップ出場の経費増で赤字額が微増、徳島は大きく収支を改善した。
2013年4月1日、リーグ事務局は四国に限らず全国から広く共同オーナーを募集すると発表した。
2014年2月28日に発表された2013年度の収支は、リーグ全体で5,400万円の赤字となり、前年より悪化した。球団ベースでは、愛媛が310万円の黒字となった。
2015年度シーズンからレギュラーシーズンを短縮して北米に選抜チームを派遣する構想については、経営面での危機感と収支改善対策（試合経費の抑制）が主な理由であると、鍵山社長は述べており、試合数減少による運営費の削減比率を「2 - 3割」と想定している。
2015年2月25日に発表された2014年度の収支は、リーグ全体で5億1230万円の売上に対して1680万円の赤字となり、前年より3720万円の改善となった。各球団では愛媛と高知が黒字（愛媛は3年連続）となり、徳島も赤字幅を大きく改善した。2015年度については、試合数の減少による経費削減などにより、全球団及びリーグ全体の単年度黒字化をめざすとしている。
2016年3月31日に発表された2015年度の収支は、リーグ全体で5億5000万円の売上に対して1000万円の赤字となり、前年度より680万円改善された。各球団では徳島を除く3球団が黒字を計上し、香川は発足以来初の黒字であった。
2016年の北米遠征ではクラウドファンディングが実施され、107万円の支援金を得た。これに引き続いて、リーグでは4球団に対するクラウドファンディングを2016年8月より実施した。北米遠征のクラウドファンディングの出資は地元以外の首都圏や関西圏の在住者がその多くを占め、リーグの坂口裕昭事務局長は「今後のリーグ発展につなげる指標になる」とコメントしている。
2017年2月20日に発表された2016年度の収支は、リーグ全体で1,800万円の赤字となった。各球団は香川を除く3球団が黒字決算だった。
2018年3月27日に発表された2017年度の収支は、リーグ全体で2957万円の赤字だった。リーグ運営会社単独では、北米遠征の取りやめにより約885万円赤字額が減少した。球団では高知と愛媛が黒字を計上した。
2019年3月11日に発表された2018年度の収支は、リーグ全体で経常ベースで3060万円の赤字、球団では前年に続き高知と愛媛が黒字、香川と徳島も赤字幅が前年より減少した。
2020年4月10日に発表された2019年度の収支は、リーグ単独での収入が前年より大幅に増加（2615万円から9087万円に）したことにより、リーグおよび加盟球団全体で発足以来初の黒字決算（800万円）となった。球団別では愛媛と香川が黒字となり、徳島も赤字幅が減少した。
2022年3月31日に発表された2021年度のリーグおよび各球団の経営状況報告では、リーグ運営会社が2398万円の経常黒字、各球団も高知以外の3球団が経常黒字を計上した。
2023年4月10日に発表された2022年度のリーグ及び各球団の経営状況報告では、前年同様リーグおよび高知を除く3球団が経常黒字であった。
2024年4月12日に発表された2023年度のリーグ及び各球団の経営状況報告では、リーグ運営会社は黒字を維持したものの、球団では香川が赤字となり、黒字は2球団（徳島・愛媛）となった。
2025年4月18日に発表された2024年度のリーグ及び各球団の経営状況報告では、リーグ運営会社および香川以外の3球団が黒字（高知は6年ぶり）となった。

### 各球団の経営問題
2007年以降、リーグ内の球団では香川を除いて経営問題が起きた。愛媛・高知・徳島は解決を見たが、九州2球団と三重は休止および撤退に至った（詳細は各球団の項目を参照）。なお、前記の通り、愛媛・高知・徳島は経営問題による体制の変更後、単年度黒字を複数回計上している。
愛媛
球団の赤字をスポンサーの星企画が負担することが困難となったことから、2010年より愛媛県および県下の自治体・企業が出資する「県民球団」に変更となった。
高知
IBLJの直接出資で運営されていた2007年9月、財政負担を理由に経営者を一般公募。これを受けて大阪の不動産会社タップの北古味鈴太郎社長が新たなオーナーとなり、大阪の整水器メーカー日本トリムがチームスポンサーにつく形で、チーム休止の危機は回避された。
徳島
2010年3月限りでスポンサーのユーセイホールディングスが球団運営から撤退。4月以降はリーグが直接経営・運営しながら新たなスポンサー獲得に努めることとなった。球団がリーグ直営となるのは上記の高知以来となる。2011年もリーグの直営が続いたが、2012年2月10日にリーグのスポンサーでもあるセイアのほか、明和クリーン、エヌティコーポレーションの3社で新たな運営会社「パブリック・ベースボールクラブ徳島」を設立して2012年度より運営に当たることが発表された。3社は300万円ずつを3年間出資し、3年目での黒字転換をめざすとした。経営移管3年目となる2014年の収支は2012年当時より大幅に改善されたが、目標だった黒字には届かなかった（約107万円の赤字）。
長崎
観客動員の低迷と支援企業の不足により、2008年9月には翌シーズンのリーグ脱退の可能性が報じられた。このため、リーグより2000万円の支援を受けた上で2009年もリーグに参加。しかし、スポンサーからの支援とリーグからの分配金が大幅に減少したことで再び経営難が浮上し、2009年8月には再度リーグ脱退の可能性が報じられる状況となった。2010年も参加が決まったものの、開幕を控えた3月には通年参加が「きわめて厳しい」と球団よりリーグに申し入れがあったと報じられた。2010年のシーズンは全試合をこなしたが、最終的に9月29日にリーグの理事会で撤退が正式に決定し、希望する選手を対象とした救済ドラフトが10月13日に実施された。球団自体も解散することが10月1日に明らかにされた。
福岡
2009年10月30日に、来シーズンのリーグ戦参加を取りやめ、事務所のみの「準加盟球団」に移行することが発表された。所属選手のうち希望者は救済ドラフトにより他チームに移籍し、新たなスポンサーを探して2011年の復帰を目指すとしていた。しかし、2010年10月に来季の復帰を見送る方針を固めたと報じられた。2010年11月4日のリーグ理事会で2011年度の復帰見送りが事実上決まった。それ以後も復帰は実現していない。
三重
2011年9月24日に、来年度の公式戦への不参加・リーグ脱退が発表されたが、その要因は三重だけに支払を求められている加盟料等の負担であると報じられている。脱退決定後の同年11月10日に解散が発表された。

## メディアへの露出
メディアでの露出は地元マスコミが中心である。

### メディア別概括

#### 新聞
初年度は四国4県の地元紙でも取り扱いに大きな差があり、高知新聞では自社サイト上で試合結果、試合への記者独自の解説、特集・連載を掲載した一方で、愛媛新聞・四国新聞のサイトではほとんど扱われなかった（四国新聞はプロバスケットボールリーグ・B.LEAGUEの香川ファイブアローズの方に紙面を大きく割いている）。しかし、2年目は地元4社すべてのほか、読売新聞大阪本社でも記事にしており、新聞での露出はかなり多くなった。2008年に加入した九州2球団については西日本新聞・西日本スポーツ・長崎新聞といった地元メディアのほか、読売新聞西部本社も記事にしており、四国4球団の発足時と比較すると露出度の格差は少なかった。
試合記事ではないが、デイリースポーツの四国・瀬戸版には2012年より2018年12月まで、スポーツライターの高田博史が所属選手を取り上げたコラム「アイランドリーガー伝」が毎週一回掲載されていた。

#### ラジオ
地上波AMラジオは、初年度の2005年は愛媛開幕戦をNHK松山放送局と南海放送が中継したほか、高知放送で1試合が中継されただけである。
2006年はNHK高松放送局にてAMローカル放送で、オリーブスタジアムで開催の金曜日のナイター試合に限って「ガイナーズフライデーナイター」と銘打ったオリーブガイナーズ贔屓で放送する中継を始めたが、これは広い意味での定期放送にあたり、アイランドリーグ初の定期ラジオ中継となった。2007年以降は曜日には関係なく年間5試合程度が放送されている。2007年と2008年には西日本放送（RNCラジオ）でも、不定期の日曜にデーゲームを、月曜にナイターをそれぞれ中継した。2007年9月には初めて日曜日のナイター中継を実施し、全国ネットのプロ野球中継（TBSラジオ制作の横浜-
巨人戦）のネットを行なわなかった。その後NHKでは高松に加え、NHK松山放送局・NHK高知放送局・NHK徳島放送局でもラジオ第1放送で数試合の中継をおこなうようになった。徳島では2010年から四国放送が年に5 - 9試合の中継放送をおこなっている。四国放送はそれ以前、2007年に2試合と2008年のホーム開幕戦をそれぞれ単発で放送したことがある。
NHKラジオは原則として開催県のみの放送であるが、2008年の年間チャンピオンシップ2試合が初めて対戦相手の県でもネット中継され、レギュラーシーズンでも2010年から相手県でネット放送をおこなうケースが出ている（2013年は年間チャンピオンシップ1試合のみ。2014年以降は実施なし）。民間放送の複数県での放送は、2007年に高知放送制作の高知での試合を、対戦相手県の南海放送でネット中継した実績（1試合）があるが、それ以降の実施例はない。
2013年度はリーグ全体で17試合が放送された。開催県別の内訳は、香川5（NHK。うち年間チャンピオンシップ1試合は徳島にもネット）、徳島9（四国放送7、NHK2）、愛媛1（NHK）、高知2（NHK）である。
2014年度においては、リーグのニュースリリースで告知されないラジオ中継も四国放送やNHK高松放送局で実施されている。また、グランドチャンピオンシップの試合が初めてラジオ中継された。

#### インターネット
2006年よりインターネット中継による試合配信が開始されている。2014年のリーグチャンピオンシップは、初めて全試合がリアルタイム・無料で動画配信された。鍵山誠CEO（当時）は2014年12月の文章で、今後北米遠征やトライアウトも含めた試合映像配信のための「仕組みづくり」を推進すると述べ、2015年6月の選抜チームによる北米遠征は全試合がカナディアン・アメリカン・リーグのウェブサイト経由でライブ中継された。2015年のグランドチャンピオンシップは、全試合がリアルタイム・無料で動画配信された。2016年のグランドチャンピオンシップは、アイランドリーグホームの2試合につき、第1戦はFRESH! By AbemaTV、第2戦はfacebookライブで実況、前者は視聴者7500、後者はユニーク視聴者11,496を記録した。なお、BCリーグホームの第3戦以降もfacebookライブでスマートフォンにより実況されている。2019年には愛媛が、4月13日以降の公式戦・交流戦の全ホームゲームをスマートフォンで撮影し、YouTube上でネット実況配信する。

#### テレビ
地上波テレビでの中継は、初年度開幕の愛媛対高知の試合がテレビ愛媛の制作で高知さんさんテレビにネットされた。2年目は、各チームの開幕試合がテレビ高知・四国放送（以上生中継）・岡山放送・南海放送（以上録画）で放送された。2007年には香川のホーム開幕戦を岡山放送が録画放送した。しかし、以後長い間地上波テレビの試合放送は途絶え、2012年5月にテレビ高知が「スパモク!!」（当時TBS系列で木曜19:00 - 20:54に放送されていたローカルセールス単発特別番組枠）枠で生中継するまで3年間実施例がなかった。ちなみに、テレビ高知は2013年、2014年4月にも1試合中継された。リーグ公式戦開幕10周年となる2015年4月29日には、高知ホーム試合となる高知対愛媛戦が、テレビ高知とあいテレビで同時中継された。同一試合の複数県での地上波テレビ中継は、前記のリーグ開幕戦以来となる。テレビ高知とあいテレビによる高知対愛媛戦の生中継は、2016年と2018年にも4月下旬から5月上旬の時期に1試合実施されている。2019年はテレビ高知のみとなったが、テレビ高知ウェブサイトで生配信が並行して実施された。
2015年6月12日、今年度から発生したリーグ戦の休止期間中に開催される6月20日のオープン戦（高知対香川・徳島連合、高知市野球場）につき、NHK高知放送局が四国4県を対象にNHK総合テレビで35分間という枠ながら生中継することが発表され、実際に放送された。公式戦も含めてNHK総合テレビでアイランドリーグの試合が中継されるのは初めてである。なお、この試合は6月に高知に入団した藤川球児が先発登板した。NHK総合テレビでは2016年5月、愛媛対巨人3軍の定期交流戦を松山放送局が愛媛県内向けに（メイン・サブのチャンネルを途中で切り替える形で）3時間の放送枠で生中継した。2017年4月22日には、NHK高知放送局が高知対愛媛戦を約3時間の枠で生中継した。
ケーブルテレビでは十数試合放送されており、四国内のケーブルテレビネットワークにて配信・放送されている。2014年のシーズンは、愛媛が主催する全40試合を愛媛CATVおよび県内の各ケーブルテレビで中継した。チーム単位で全主催試合を中継するのはリーグ発足以来初めてである。
一方、CSについては、2008年にスカイパーフェクTV!で徳島の試合の録画を含めた応援番組が、週1回1時間枠のペースで放送された。実況中継ではないが、CS局でアイランドリーグの番組を放送するのは初めてであった。
2008年5月、デジタルBS放送をおこなう日本BS放送（BS11）が、アイランドリーグの一部の試合やグランドチャンピオンシップを地元ケーブルテレビ局などと共同で放映すると発表した。同年7月31日に、9月12日に開催される香川対愛媛戦を9月14日に録画で放送することが正式に発表され、実際に放映された。
2008 - 2010年に参加した九州2チームでは、長崎について2010年のホーム開幕戦を長崎県内のケーブルテレビで放送した実績のみである。
2011年に参加した三重はケーブルテレビを含むテレビ放送の実績はなかった。

### 地域別放送媒体
※福岡・三重については実績なし。

#### 愛媛
地上波テレビ・ラジオ
- 南海放送（テレビは2006年ホーム開幕戦をビデオ録画で放送実績あり[324]。ラジオは2005年、2008年[340]、2012年[341]に放送実績あり）
- テレビ愛媛（テレビ。2005年開幕戦）
- NHK松山放送局（テレビ・ラジオ、ラジオは2005年（開幕戦のみ）、2008年 - （2016年は実績なし）。テレビは2016年に定期交流戦1試合）
- あいテレビ（テレビ。2015年 - （高知県での試合のネット中継を含む[342]））

CATV
- 愛媛CATV

#### 香川
地上波テレビ・ラジオ
- 岡山放送（IBLJ株主企業のひとつ。テレビの録画放送が2006年と2007年に各1試合あり。2006年から2008年までは香川オリーブガイナーズの応援番組「GO!GO!ガイナーズ」がレギュラー放送されていた）
- 西日本放送（2007年 - 2008年にRNCラジオで日曜日のデーゲーム中継や月曜日のナイター中継を不定期で実施（GO!GO!オリーブガイナーズ））
- NHK高松放送局（2006年 - 。「ガイナーズナイター」という名称が付けられている[343]）
- 山陽放送（2008年7月から2012年9月まで、香川オリーブガイナーズの応援番組[344]がレギュラー放送されていた）

CATV
- ケーブルメディア四国（高松ケーブルテレビ）

#### 高知
地上波テレビ・ラジオ
- 高知放送（ラジオ。2005 - 2008年。2006年以外は各1試合のみ）
- 高知さんさんテレビ（テレビ。2005年開幕戦をテレビ愛媛よりネット）
- テレビ高知（テレビ。2006年、2013年 - ）
- NHK高知放送局（テレビ・ラジオ。ラジオは2010年 - （2014年は実績なし）。テレビは2015年にオープン戦1試合を部分中継）

CATV
- 高知ケーブルテレビ

#### 徳島
地上波テレビ・ラジオ
- 四国放送（ラジオ。2007 - 2008年、2010年 - 。JRTゴールデンナイターも参照。テレビは2006年の開幕戦を中継放送[324]。2008年にはテレビでの応援番組放送実績あり。）
- NHK徳島放送局（ラジオ。2012年に愛媛県での試合をネットで初放送[345]。ホームゲームの中継は2013年から[346]）

CATV
- ケーブルテレビ徳島（テレビトクシマ）
- テレビ鳴門

CS
- スカイパーフェクTV!（実況中継ではないが、2008年に試合の録画を含んだ応援番組を放送）

#### 長崎
CATV
- テレビ佐世保
- 長崎ケーブルメディア
- 諫早ケーブルテレビジョン
- ひまわりてれび
- オクトパルス

2010年の開幕戦を上記各局で放送（中継はテレビ佐世保が担当）

## 提携・拡張（構想を含む）
2007年以降、NPBや他の独立リーグなどとの提携や拡張の構想が報じられ、一部については実現している。

### NPB
2007年6月に千葉ロッテマリーンズのボビー・バレンタイン監督が、アイランドリーグの1チームを買収して2軍選手を育成する構想を表明した。報道を受けてIBLJ社長の鍵山誠は提携のためにNPB7球団と提案を含む接触をおこなった事実を明らかにし、「買収も提案の一つ」とこれを肯定したが、ロッテ球団の瀬戸山隆三球団社長は直後に買収の話を否定した。その後、ロッテ球団は同年10月1日のプロ野球実行委員会で、徳島に育成選手5〜8名を派遣する構想を明らかにした。実行委員会では結論を保留し、決定は次回以降に持ち越しとなった。
この構想に対しては、社会人野球側から「育成選手制度の本来の趣旨と異なる」との指摘が出て、NPB内のほかアマチュア野球側とも調整が必要な状況となった。また、他の一部の球団からは「（イースタン・リーグの混成チームである）フューチャーズの活用が先ではないか」といった意見が出たため、2007年11月6日のプロ野球実行委員会でも継続審議となった。ロッテの瀬戸山隆三球団社長は育成選手を獲得した上で実現に向けて努力を続けるとコメントした。ロッテはこの構想に沿って11月11日に公開のトライアウトを実施し、アイランドリーグからも複数の選手が参加した。そして、11月19日のドラフト会議でリーグ出身者3名（高知2名、徳島1名）を含む5名を育成選手枠で指名した。
その後この構想について進展は見られず、2007年に指名された育成選手のうち支配下登録されていなかった4名（うち2名がアイランドリーグ出身）が2009年のシーズン終了後に戦力外通告を受けた。
2011年シーズンを前に、福岡ソフトバンクホークスが新たに創設する3軍との公式戦を日程に組み込む方向で調整が進められていると一部で報じられたが、1月20日のプロ野球実行委員会で承認を得ることができず、2011年の公式戦実施は見送られることになった。ただし、定期交流戦として各チームが前後期各4試合ずつを実施することになった。この定期交流戦には「ソフトバンク杯」の冠称がつけられている。交流戦は2012年以降も実施され、前記の通り勝敗がレギュラーシーズンの成績に反映する形に変更された。前記の通り、2016年度から2019年までは読売ジャイアンツ3軍との交流戦を1シーズンにつき各チーム2 - 4試合実施した（2020年は新型コロナウイルス感染拡大により実施せず、以後も再開されていない）。2023年には従来のホークス3軍に加え、4軍とも交流戦（各チーム6試合、ホームゲームはアイランドリーグ4試合、ソフトバンク4軍2試合）を実施するが、こちらについては3軍との試合とは異なり非公式戦で、チームや個人の成績対象外の扱いとなる。
2012年3月1日のプロ野球実行委員会にて、各球団の育成選手を当リーグとベースボール・チャレンジ・リーグに、派遣選手の給与をNPB球団側が負担する形で認めることが承認された。独立リーグ側は1球団あたり最大5人まで受け入れが可能で、シーズン途中からの派遣受け入れや派遣選手の交代も可能な条件となっている。これに基づき、2012年のシーズンは広島東洋カープから徳島に2人、香川に1人の育成選手が派遣された。広島からの派遣は2014年まで継続し、2013年はリーグ各チームに1人ずつが派遣されたが、2014年は愛媛のみが2人を受け入れた。2014年までに派遣された8人（永川光浩が2年連続で派遣されたため、各年度の合計より1人少ない）の中で池ノ内亮介と辻空、中村亘佑の3人が広島復帰後に支配下登録となり（辻は復帰から2年目、中村は4年目のシーズンで昇格。復帰年に昇格した池ノ内は2015年に、中村は2017年、辻は2018年にそれぞれ戦力外通告）、残る5人は復帰年または翌年に戦力外通告を受けている。
2015年のシーズンは広島からの派遣がなくなり、中日ドラゴンズが初めて香川に川崎貴弘を派遣した。2016年は、中日が前年に続いて香川に岸本淳希を派遣したほか、広島が2年ぶりに松浦耕大と木村聡司を愛媛に派遣した。岸本は復帰後のオフに支配下登録となり、池ノ内以来の「復帰年に支配下昇格」を果たしている。2017年は制度発足以来初めて開幕時点で派遣選手が登録されなかったが、7月7日に中日の浜田智博が香川にシーズン終了まで派遣されることが発表された。2018年シーズン以降は派遣者登録が途絶えていたが、2025年の開幕前に愛媛が広島のカープアカデミー出身者2名を登録し、8年ぶりの派遣選手となった。
沿革節にもあるように、2007年からリーグ選抜チームがみやざきフェニックス・リーグに参加している。2024年の選抜チームはオイシックス新潟アルビレックス・ベースボール・クラブ（この年よりイースタン・リーグ所属）の選手が加わる形で編成された。

### ベースボール・チャレンジ・リーグ
2007年に発足したベースボール・チャレンジ・リーグ（旧北信越BCリーグ）との間では、同年のシーズン中に交流戦が実施されたが、その後はおこなわれていない。
また、同年よりシーズン終了後、両リーグの優勝チーム同士の間で「グランドチャンピオンシップ」（5試合制）が実施された（2020年と2021年は中止、2022年からは参加リーグを増やしたトーナメント制となる）。両リーグのみの参加だった2019年までの戦績は、アイランドリーグ勢の8勝5敗（優勝は香川3、徳島3、高知1、愛媛1）だった。
2018年は選手トライアウトおよびドラフト会議を合同でおこなった。ドラフト会議は、両リーグで制度を調整し、インターネット中継の形で実施された。2019年以降は各リーグの単独実施に戻っている。一方、2022年には審判のトライアウトを合同で実施することとなった。

### 関西独立リーグ (初代)
2009年に発足した関西独立リーグ (初代)との間では開幕前にオープン戦が個別のチームの間でおこなわれた。2009年にはグランドチャンピオンシップにも参加する方向で検討が進められたが最終的に不参加となり、2013年のリーグ消滅に至るまで参加しなかった。

### ジャパン・フューチャーベースボールリーグ
2010年発足のジャパン・フューチャーベースボールリーグ（JFBL）とは、2010年のシーズンに各チームが、大阪と当時JFBLの三重と各6試合の12試合ずつ交流戦を行うことが2009年12月1日に双方から発表された。両リーグとも交流戦の成績は公式戦の順位に反映させることになった。2010年前期途中にJFBLの大阪でNPBを対象とした野球賭博に関与していたとして選手8名が解雇になる不祥事が発生し、後期の交流戦については「協議の上で決定」という姿勢を示していたが、7月1日にリーグの定例理事会で後期も引き続き交流戦を実施することが決定された。大阪の試合が不可能となった場合には残る1球団である三重が代替で試合を実施することも想定されたが、最終戦まで予定通り2球団で交流戦が実施された。
2010年9月17日、三重の壁矢代表がJFBLの維持が困難になったとして来シーズンから三重を当リーグに参入させたいと表明した。9月22日に正式に加盟の申し入れをおこなったと発表、9月29日のアイランドリーグ理事会で経緯を説明するとした。申し入れについて10月13日の臨時理事会で審議がおこなわれたが「確認すべき必要な事項に不備があった」としてこの時は加盟の合意には至らなかった。その後不備の部分が解消されたことから、11月4日の定例理事会で加盟が正式に決定した。
しかし、前記の通り2011年のシーズン限りで三重はリーグを脱退した。三重を退団する選手に対して非公開の救済ドラフトを2011年10月19日におこない、11月2日に全員の入団が内定した。

### 九州の独立リーグおよび拡張構想
2008年の発足を計画していた九州リーグとは、2007年に業務提携を目的としたパートナーシップ契約を結んでいた。クラブチームだった長崎セインツとはアイランドリーグと練習試合・交流試合を複数回実施した。しかし、予定されていた九州リーグの発足が困難になったことから、同年10月24日には長崎セインツと福岡の新球団を加えた6球団で2008年のシーズンを開催することが発表され、2007年12月1日よりリーグ名称が「四国・九州アイランドリーグ」に変更された。九州の2球団はIBLJとは別の運営会社が統括し、両社が業務提携を結ぶ予定と報じられていたが、九州側の運営会社は具体化せず、2008年のシーズンはリーグ事務局の「九州オフィス」という形で存在していた。2009年1月30日をもって「所期の目的は果たした」ことを理由に九州オフィスは閉鎖された。
新加入の球団に対しては、戦力均衡を図る必要から2007年11月に既存の4チームの選手を対象とした分配ドラフト（エクスパンション・ドラフト）が実施された。
また、九州への拡張の発表に合わせて、2009年度に岡山・宮崎の2球団を加えた8球団とし、将来は西日本16球団でリーグ戦を行う構想も明らかにされた。このうち、岡山については2008年1月に地元の企業経営者ら有志による準備組織「チーム岡山球団設立推進委員会」が発足した。また、宮崎についても専門学校を運営する川越宏樹が「スポンサー企業が見つかればチームを発足させたい」という意向を表明した。
その後、岡山については2008年9月の設立推進委員会の会合で「2010年の加入を目指す」と加入時期が以前の構想より1年後に変更された。2008年10月31日のリーグ首脳の記者会見では、岡山・宮崎は2010年の加入を目指して準備中との見解が示された。
福岡の活動休止を発表した2009年10月30日のリーグ首脳の記者会見では、宮崎は福岡と同じ「準加盟球団」に2010年シーズンから参加し、2011年からのリーグ戦参加を目指すとされた。また、岡山と熊本が「準備室開設段階球団」に2010年シーズンから参加し、2010年以降の準加盟球団入りを希望しているとされた。この時点での発表内容は下記の通り。
準加盟球団
「近い将来アイランドリーグ加盟へのステップアップを行う意思があり、その目標に向かって積極的に活動を行う状態である場合、加盟球団に準じて、リーグ情報の共有化や、加盟に向けての支援を受けることが出来るカテゴリー」。
| チーム名                                             | 本拠地 |
| ---------------------------------------------------- | ------ |
| 福岡球団（福岡レッドワーブラーズが該当するとされた） | 福岡県 |
| 宮崎球団                                             | 宮崎県 |

準備室開設段階球団
2009年10月の発表では「2010年から新設」とされた。
| チーム名 | 本拠地 |
| -------- | ------ |
| 岡山球団 | 岡山県 |
| 熊本球団 | 熊本県 |

鍵山CEO（当時）は2010年12月にウェブサイトに寄稿した文章で、岡山からは来季試合を開催してもう一度新球団創設への気運を高めたいという打診を受けていると述べた。これを受ける形で、2011年8月14日に香川とソフトバンク3軍の試合が岡山県野球場で開催されている。
しかし、これ以降具体的な動きは途絶え、2016年3月時点ではリーグウェブサイトに「準加盟球団」の記載があったが、4月にリニューアルされてからは掲載されなくなった。2021年の報道では、岡山への球団設置計画は「沙汰止みとなってしまった」と記されている。また後述のように、これらの予定球団のうち3つが所在することになっていた九州には2021年に九州アジアリーグが発足し、熊本県からは火の国サラマンダーズが参加、福岡県には2022年から福岡北九州フェニックス（現・北九州下関フェニックス）が加入、宮崎県にも2023年から宮崎サンシャインズが加入した。他の県に関してもリーグ理事長が「沖縄を含む九州全県」への球団設置を将来構想として言及している。
岡山県については、2013年度には2年ぶりに香川の主催ゲームが2試合開催され、2014年度も1試合（2試合の予定だったが、1試合は雨天中止）が開催されたが、2015年度から2020年度までは開催がなかった。2021年5月15日に7年ぶりに公式戦1試合（笠岡市のかさおか古代の丘スポーツ公園野球場、高知主催の対愛媛戦）が開催された。これは笠岡市出身の藤井皓哉（高知）の「凱旋試合」として実施されたものである。笠岡での試合は、藤井がNPBに移籍して不在となった後も2024年まで実施された（2022年はソフトバンク3軍との交流戦2試合、2023年は香川、2024年は愛媛との公式戦各1試合）。
一方、社会人野球チーム熊本ゴールデンラークスのゼネラルマネージャー兼総監督を務める田中敏弘は、2020年1月の日経産業新聞記事において、2021年にゴールデンラークスをプロ化して福岡ソフトバンクホークス3軍を交えた独立リーグを発足させる構想を明らかにしたが、リーグ発足が間に合わない場合は四国アイランドリーグplusへの参戦も想定していると記されていた。2020年9月11日に熊本の新球団運営会社の関係者が記者会見をおこなって2021年からの新リーグに参加することを正式に発表し、その中でアイランドリーグとの交流戦を実施する計画であるとしている。2020年11月4日にリーグ運営組織の設立経験が開かれ、リーグ名が九州独立プロ野球リーグ（リーグ戦開始前に九州アジアリーグに変更）になるとともに、当リーグとの交流戦に向けて調整していると述べた。IBLJ社長の馬郡健は、2020年11月のインタビューで九州を含めた独立リーグの増加について「チーム数が増えて選手が分散することで、独立リーグ自体のレベルの低下などが叫ばれると思う。独立リーグが（他団体より）下に見られることがないよう、野球のレベルは常に上げていかなければいけない。」とコメントしたが、九州アジアリーグとの交流戦については明言しなかった。その後発表された日程では、前記の通り九州アジアリーグとの試合はすべて「練習試合」の扱いでチームの勝敗や個人成績には反映しない形となった。2022年シーズンは九州アジアリーグとの交流戦は実施されず、2023年も同様だった。
三重脱退をめぐる報道の中で、新たにリーグ戦に参加するチームは規約で1000万円の加盟料・3000万円の参加保証金・1000万円の年会費（3年目まで）の支払を求められることが明らかになっている。
2015年1月、台湾の社会人野球チームである崇越隼鷹（トプコファルコンズ）が、2016年から3年間の加盟を目指していると台湾メディアで報じられた。この構想についてアイランドリーグ側からはコメントや発表は出されていない。2015年11月にファルコンズが同じ台湾の社会人チームである合作金庫とともに、台北市で愛媛および徳島と親善試合をおこなうことが発表された。この親善試合実施についても、台湾メディアでは崇越グループ会長が「来年日本の独立リーグに参加するための準備である」とコメントしたことが伝えられているが、アイランドリーグ側はコメントを表明しておらず、加入予定とされた時期も超過している。

### 北米独立リーグへの選抜チーム派遣
北米の野球リーグとの連携については、鍵山CEO（当時）が2010年12月に発表した文章で、2010年春にMLBの球団からアジアでスカウトした選手を派遣して育成したいという申し出があったことを記している。鍵山CEOは2011年12月の文章でも依然この申し出が存在することを明らかにし、「これまでは日本球界の発展を考慮してこれを断ってきたが、NPBとの協力体制を今後も築けなければ、リーグ存続のためMLBや海外のリーグと連携せざるを得ない」と記していた。
その後、前記の通り、2015年度にリーグの選抜チームを編成して、北米の独立リーグ（アトランティックリーグとカナディアン・アメリカン・リーグ）との試合に参加させる構想が2014年12月に明らかにされた。2015年と2016年に実施されたが、2017年2月20日の開幕前記者会見で、そのシーズンは北米遠征を実施しないことがリーグ運営会社のIBLJから発表された。2年とも赤字を計上したことが要因で、2018年度以降の再開についても未定とされた。2018年も実施されなかったが、2019年に3年ぶりに実施された。

#### 2015年
2015年5月11日、北米遠征の詳細が発表され、カナディアン・アメリカン・リーグと6月12日から28日までの17日間で公式戦17連戦を実施する（他に練習試合あり）。当初構想にあったアトランティックリーグとの対戦については実施されなかった。
2015年5月29日、遠征チーム「四国アイランドリーグplus ALLSTARS」の選抜メンバーが発表された。監督は徳島の中島輝士、コーチは愛媛の加藤博人と香川の近藤智勝で、ほかに4チームから選抜された選手29人で構成される。選手の内訳は投手13人・捕手3人・内野手8人・外野手5人で、チーム別には徳島10人・香川9人・愛媛6人・高知4人である。6月12日から27日（いずれも現地時間）に16試合（最終戦は雨天中止）をおこない、選抜チームの6勝10敗で終了した。
IBLJ取締役の荒井健司やCOOの小崎貴紀（いずれも役職は当時）は、参加した選手のモチベーションが向上したこと、北米でのリーグの認知度が上がったこと、北米の独立リーグにNPBでプレーできそうな選手が少なからずいるとわかったこと等を遠征による効果として挙げ、荒井はMLB球団から身分照会が来た選手がいることも明かしている。

#### 2016年
北米遠征は2016年度も実施されることとなり、5月19日に遠征チームのメンバー（指導者3人、選手28人）が発表された。指導者は野手コーチが高知の勝呂壽統に変わった以外は前年と同じで、チーム別の選手内訳は高知8人、愛媛7人、香川7人、徳島6人となった。6月9日から30日（いずれも現地時間）まで19試合をおこない、8勝11敗の成績であった。監督の中島輝士は開始前に目標を「10勝」と掲げ、連勝でスタートしたが、後半は4試合連続サヨナラ負けを喫するなど苦戦し、目標には届かなかった。今回の遠征チームには"Kabuki Spirts"というスローガンが付けられ、ホームステイの日程が組み込まれたり、クラウドファンディングによる支援募集がおこなわれた。クラウドファンディング募集案内の中で、リーグの鍵山理事長は2015年度の遠征は2,000万円以上の赤字であったが、「それでも今年もまた北米遠征をやる意義がある」と述べている。遠征に参加した高知のザック・コルビーは終了後、7月20日まで、対戦相手の一つであるトロワリヴィエール・エーグルスにレンタル移籍することになった。

#### 2019年
2019年1月25日、リーグ理事長の坂口裕昭がニューヨークでおこなった講演において、本年6月以降に北米遠征が「実現しそうだ」との見通しを述べた。3月11日の記者会見でカナディアン・アメリカン・リーグへの公式戦19試合に参加することが発表された。これにあわせ、リーグの代表チームに専任監督を置いて強化を図ることも明らかにされた。3月26日に、元徳島監督の養父鐵が代表監督兼GMに就任した。
5月25日に遠征の概要と選抜選手27人が発表された。カナディアン・アメリカン・リーグで6月19日から7月4日までの間に、6チームを相手に19試合を実施する。選手はチーム別に香川8・徳島7・高知7・愛媛5の構成で、コーチは徳島の駒居鉄平が帯同する。その後、6月5日に香川の1人が負傷のため辞退し、代わって愛媛から1人が参加することになった。現地時間6月14日から7月4日までに予定された19試合を実施し、対戦成績は7勝12敗であった。遠征に参加した香川の妹尾克哉は、遠征終了後に対戦チームの一つであるロックランド・ボールダーズに8月末まで派遣された。

### 日本野球連盟
社会人野球を統括する日本野球連盟が主催するJABA四国大会の第44回大会（香川県で開催）に香川が参加することが2015年2月に決まり、4月4日に始まった大会に出場した（予選リーグ3敗で決勝に進めず）。2016年の第45回大会（徳島県開催）には徳島が参加し、予選リーグ敗退ながら、リーグ所属球団として初めて試合で勝利した。2017年の第46回大会（愛媛県開催）は愛媛が参加した（予選リーグ3敗）。2018年の第47回大会（高知県開催）に高知が出場し、リーグのチームとしては2年ぶりに試合で勝利を挙げる（1勝2敗）。これにより、リーグ全球団の出場が一巡した。2019年は香川が2度目の参加となった（予選リーグ3敗）。2020年度は大会が中止となる。2021年度（第49回大会）は徳島が2度目の参加をおこない、予選敗退ながら前回同様1勝を挙げた。2022年度（第50回大会）は高知が出場し、前回同様1勝2敗の成績だった。
今後も開催県の球団が交代で参加する予定となっているが、優勝した場合でも社会人野球日本選手権大会への出場資格はない。鍵山誠CEO（当時）は2015年のインタビューで、レベルの高い社会人チームと対戦して選手が経験を積むこと、選手が評価される機会を新たに提供することを、参加の効果や目的として挙げている。

## ウィンターリーグ
2013年8月30日、リーグ関係者が記者会見を開いて、同年11月に高知県内で「Winter League 2013」を開催することを発表した。各国の選手80名とプロリーグのスカウトを集め、選手が4チームに分かれて試合形式でトライアウトを実施する。11月4日から13日まで開催され、終了後の11月15日に8人の合格者（うち5人が外国人）が発表された。
2014年も「トライアウトリーグ2014」の名称で11月に高知県内で実施され、終了後の11月14日に4人の合格者（うち外国人1人）が発表された。
2015年のトライアウトリーグは11月に香川県で実施され、11月11日に5人の合格者が発表された。その中で、帝京高校野球部出身のお笑い芸人である杉浦双亮（360°モンキーズ）が愛媛に合格したことはマスコミでも報じられ、2016年1月に入団が正式に決定した。
2016年以降はトライアウトリーグは実施されていない。
2014年2月28日に、2015年から人材発掘のために米国でのサマーリーグ運営を予定しており、その準備としてカリフォルニア州の2つのクラブチームと業務提携を結んだことを発表した。ただし、2023年現在に至るまで実施されたという発表はなされていない。

## スポンサー
（2023年シーズン、リーグウェブサイト掲載順）
- オフィシャルパートナー
  - トリドールホールディングス
  - セイア
  - 伊藤園
  - ダスキン
  - 読売新聞大阪本社
  - セントラル総合開発
  - 日本郵便四国支社
  - 四国電力
  - 四国電力送配電
- オフィシャルサプライヤー
  - 一光スポーツ

### IBLJ株主
- コンカラー
- 石毛宏典
- データスタジアム
- 星企画
- フラワーマウンテン
- 帝国製薬
- 松浦開発興行
- 四国電力
- セーラー広告
- 四国旅客鉄道
- 岡山放送
- ユーセイ・ホールディングス
- 前田恭典